# Hokejowa Liga Mistrzów (2014/2015)/Faza grupowa
Pierwsza faza rozgrywek Hokejowej Ligi Mistrzów w sezonie 2014/2015 odbędzie się systemem grupowym. Łącznie 44 drużyny zostały podzielone na jedenaście czterozespołowych grup. Każda z drużyn rozegra po sześć spotkań w systemie mecz i rewanż. Łącznie rozegranych zostanie 132 spotkania w terminie od 21 sierpnia do 8 października. Do turnieju finałowego awansują zwycięzcy grup oraz najlepsza drużyna z drugiego miejsca.

## Wyniki

### Grupa A
Tabela
| Lp. | Zespół             | M | Pkt | Z | Zd | Pd | P | G+ | G- | +/- |
| --- | ------------------ | - | --- | - | -- | -- | - | -- | -- | --- |
| 1   | Oulun Kärpät       | 6 | 13  | 3 | 2  | 0  | 1 | 17 | 12 | +5  |
| 2   | Bílí tygři Liberec | 6 | 9   | 3 | 0  | 0  | 3 | 16 | 15 | +1  |
| 3   | HC Koszyce         | 6 | 7   | 2 | 0  | 1  | 3 | 14 | 16 | -2  |
| 4   | Kölner Haie        | 6 | 7   | 2 | 0  | 1  | 3 | 12 | 16 | -4  |

Wyniki
| 21 sierpnia 2014 | Kölner Haie | 2:1 | HC Koszyce | Lanxess Arena, Kolonia |

| Szczegóły      | Szczegóły                               | Szczegóły       | Szczegóły           | Szczegóły                                                                     |
| -------------- | --------------------------------------- | --------------- | ------------------- | ----------------------------------------------------------------------------- |
| Godzina: 19:30 | A. Sulzer (EQ) 12:39 A. Falk (EQ) 34:34 | (1:0, 1:1, 0:0) | 38:43 (PP) J. Bicek | Widzów: 3774 Sędzia główny: Sören Persson Sędziowie liniowi: Markus Krawinkel |
| Godzina: 19:30 | 8 min. kar                              |                 | 4 min. kar          | Widzów: 3774 Sędzia główny: Sören Persson Sędziowie liniowi: Markus Krawinkel |

| 21 sierpnia 2014 | Bílí tygři Liberec | 3:4 | Oulun Kärpät | Tipsport Arena, Liberec |

| Szczegóły      | Szczegóły                                                      | Szczegóły       | Szczegóły                                                                             | Szczegóły                                                                  |
| -------------- | -------------------------------------------------------------- | --------------- | ------------------------------------------------------------------------------------- | -------------------------------------------------------------------------- |
| Godzina: 20:00 | T. Filippi (EQ) 28:39 M. Bulíř (EQ) 39:00 M. Bartek (EQ) 45:37 | (0:2, 2:2, 1:0) | 02:56 (PP) P. Davis 19:40 (SH) J. Junttila 23:04 (EQ) D. Spang 27:09 (EQ) S. Suoranta | Widzów: 1449 Sędzia główny: Wolmer Edqvist Sędziowie liniowi: Martin Fraňo |
| Godzina: 20:00 | 4 min. kar                                                     |                 | 4 min. kar                                                                            | Widzów: 1449 Sędzia główny: Wolmer Edqvist Sędziowie liniowi: Martin Fraňo |

| 23 sierpnia 2014 | HC Koszyce | 1:2 | Oulun Kärpät | Steel Aréna, Koszyce |

| Szczegóły      | Szczegóły              | Szczegóły       | Szczegóły                                 | Szczegóły                                                                |
| -------------- | ---------------------- | --------------- | ----------------------------------------- | ------------------------------------------------------------------------ |
| Godzina: 17:30 | M. Zagrapan (EQ) 10:26 | (1:2, 0:0, 0:0) | 03:48 (EQ) P. Davis 10:49 (EQ) J. Keränen | Widzów: 6104 Sędzia główny: Wolmer Edqvist Sędziowie liniowi: Juraj Konc |
| Godzina: 17:30 | 8 min. kar             |                 | 6 min. kar                                | Widzów: 6104 Sędzia główny: Wolmer Edqvist Sędziowie liniowi: Juraj Konc |

| 23 sierpnia 2014 | Kölner Haie | 1:4 | Bílí tygři Liberec | Lanxess Arena, Kolonia |

| Szczegóły      | Szczegóły             | Szczegóły       | Szczegóły                                                                             | Szczegóły                                                                        |
| -------------- | --------------------- | --------------- | ------------------------------------------------------------------------------------- | -------------------------------------------------------------------------------- |
| Godzina: 17:45 | P. Riefers (EQ) 18:12 | (1:1, 0:2, 0:1) | 12:10 (EQ) O. Vitásek 29:53 (SH) P. Vampola 39:38 (PP) P. Vampola 45:27 (EQ) M. Bulíř | Widzów: 4088 Sędzia główny: Petri Lindqvist Sędziowie liniowi: Daniel Piechaczek |
| Godzina: 17:45 | 6 min. kar            |                 | 6 min. kar                                                                            | Widzów: 4088 Sędzia główny: Petri Lindqvist Sędziowie liniowi: Daniel Piechaczek |

| 4 września 2014 | Bílí tygři Liberec | 3:2 | HC Koszyce | Tipsport Arena, Liberec |

| Szczegóły      | Szczegóły                                                       | Szczegóły       | Szczegóły                                 | Szczegóły                                                                       |
| -------------- | --------------------------------------------------------------- | --------------- | ----------------------------------------- | ------------------------------------------------------------------------------- |
| Godzina: 17:30 | T. Filippi (PP) 11:19 O. Vitásek (PP) 32:03 J. Vlach (EQ) 46:40 | (1:0, 1:1, 1:1) | 25:06 (EQ) P. Bartoš 58:36 (EQ) R. Jencik | Widzów: 1693 Sędzia główny: Petri Lindqvist Sędziowie liniowi: Vladimir Sindler |
| Godzina: 17:30 | 10 min kar                                                      |                 | 20 min kar                                | Widzów: 1693 Sędzia główny: Petri Lindqvist Sędziowie liniowi: Vladimir Sindler |

| 5 września 2014 | Oulun Kärpät | 3:2 pk | Kölner Haie | Oulun Energia Areena, Oulu |

| Szczegóły      | Szczegóły                                                           | Szczegóły       | Szczegóły                                  | Szczegóły                                                                  |
| -------------- | ------------------------------------------------------------------- | --------------- | ------------------------------------------ | -------------------------------------------------------------------------- |
| Godzina: 18:30 | J. Kemppainen (EQ) 45:42 A. Masuhr (PP) 52:45 J. Donskoi (SO) 65:00 | (0:0, 0:2, 2:0) | 27:34 (EQ) P. Riefers 30:24 (EQ) M. Ohmann | Widzów: 5012 Sędzia główny: Tobias Björk Sędziowie liniowi: Jussi Leppänen |
| Godzina: 18:30 | 6 min. kar                                                          |                 | 24 min. kar                                | Widzów: 5012 Sędzia główny: Tobias Björk Sędziowie liniowi: Jussi Leppänen |

| 6 września 2014 | HC Koszyce | 4:3 | Bílí tygři Liberec | Steel Aréna, Koszyce |

| Szczegóły      | Szczegóły                                                                                | Szczegóły       | Szczegóły                                                    | Szczegóły                                                              |
| -------------- | ---------------------------------------------------------------------------------------- | --------------- | ------------------------------------------------------------ | ---------------------------------------------------------------------- |
| Godzina: 17:30 | A. Lapsansky (PP) 23:43 A. Lapsansky (PP) 28:25 M. Cesik (EQ) 37:22 P. Bartoš (EQ) 48:35 | (0:1, 3:2, 1:0) | 07:13 (PP) M. Bulíř 34:12 (EQ) M. Bartek 37:01 (EQ) M. Bulíř | Widzów: 4144 Sędzia główny: Peter Gebei Sędziowie liniowi: Jozef Kubus |
| Godzina: 17:30 | 14 min. kar                                                                              |                 | 20 min. kar                                                  | Widzów: 4144 Sędzia główny: Peter Gebei Sędziowie liniowi: Jozef Kubus |

| 7 września 2014 | Kölner Haie | 3:2 | Oulun Kärpät | Lanxess Arena, Kolonia |

| Szczegóły      | Szczegóły                                                         | Szczegóły       | Szczegóły                                   | Szczegóły                                                                |
| -------------- | ----------------------------------------------------------------- | --------------- | ------------------------------------------- | ------------------------------------------------------------------------ |
| Godzina: 17:45 | P. Riefers (PP) 29:13 Ch. Minard (PP) 50:21 Ch. Minard (PP) 53:55 | (0:2, 1:0, 2:0) | 02:22 (PP) M. Pyörälä 10:01 (EQ) J. Donskoi | Widzów: 4090 Sędzia główny: Marcus Brill Sędziowie liniowi: Marc Wiegand |
| Godzina: 17:45 | 14 min. kar                                                       |                 | 12 min. kar                                 | Widzów: 4090 Sędzia główny: Marcus Brill Sędziowie liniowi: Marc Wiegand |

| 24 września 2014 | Bílí tygři Liberec | 2:1 | Kölner Haie | Tipsport Arena, Liberec |

| Szczegóły      | Szczegóły                                 | Szczegóły       | Szczegóły            | Szczegóły                                                                   |
| -------------- | ----------------------------------------- | --------------- | -------------------- | --------------------------------------------------------------------------- |
| Godzina: 17:30 | P. Jelinek (PP) 08:59 T. Bulik (PP) 31:52 | (1:0, 1:1, 0:0) | 39:53 (EQ) A. Sulzer | Widzów: 2203 Sędzia główny: Jewgienij Romaszko Sędziowie liniowi: Robin Sir |
| Godzina: 17:30 | 10 min. kar                               |                 | 14 min. kar          | Widzów: 2203 Sędzia główny: Jewgienij Romaszko Sędziowie liniowi: Robin Sir |

| 24 września 2014 | Oulun Kärpät | 3:2 pd | HC Koszyce | Oulun Energia Areena, Oulu |

| Szczegóły      | Szczegóły                                                         | Szczegóły       | Szczegóły                               | Szczegóły                                                                  |
| -------------- | ----------------------------------------------------------------- | --------------- | --------------------------------------- | -------------------------------------------------------------------------- |
| Godzina: 18:00 | J. Donskoi (EQ) 00:15 J. Junttila (EQ) 31:36 A. Masuhr (EQ) 64:55 | (1:1, 1:1, 0:0) | 19:24 (EQ) P. Sojcik 29:10 (EQ) M. Seda | Widzów: 2674 Sędzia główny: Petri Lindqvist Sędziowie liniowi: Mikael Nord |
| Godzina: 18:00 | 4 min. kar                                                        |                 | 8 min. kar                              | Widzów: 2674 Sędzia główny: Petri Lindqvist Sędziowie liniowi: Mikael Nord |

| 8 października 2014 | HC Koszyce | 4:3 | Kölner Haie | Steel Aréna, Koszyce |

| Szczegóły      | Szczegóły                                                                           | Szczegóły       | Szczegóły                                                           | Szczegóły                                                                     |
| -------------- | ----------------------------------------------------------------------------------- | --------------- | ------------------------------------------------------------------- | ----------------------------------------------------------------------------- |
| Godzina: 17:30 | R. Jenčík (EQ) 04:22 G. Špilá (EQ) 16:10 M. Bartánus (PP) 29:41 T. Hrnka (SH) 35:52 | (2:1, 2:1, 0:1) | 06:08 (EQ) Ch. Minard 22:57 (EQ) E. Rankin 54:12 (PP) D. Tjärnqvist | Widzów: 3847 Sędzia główny: Vladimir Baluska Sędziowie liniowi: Jurij Oskirko |
| Godzina: 17:30 | 10 min. kar                                                                         |                 | 14 min. kar                                                         | Widzów: 3847 Sędzia główny: Vladimir Baluska Sędziowie liniowi: Jurij Oskirko |

| 8 października 2014 | Oulun Kärpät | 3:1 | Bílí tygři Liberec | Oulun Energia Areena, Oulu |

| Szczegóły      | Szczegóły                                                            | Szczegóły       | Szczegóły             | Szczegóły                                                                     |
| -------------- | -------------------------------------------------------------------- | --------------- | --------------------- | ----------------------------------------------------------------------------- |
| Godzina: 18:30 | S. Manninen (PP) 03:26 J. Junttila (EQ) 43:47 S. Manninen (EQ) 48:30 | (1:0, 0:0, 2:1) | 57:01 (EQ) P. Jelínek | Widzów: 3011 Sędzia główny: Marcus Brill Sędziowie liniowi: Jukka Hakkarainen |
| Godzina: 18:30 | 6 min. kar                                                           |                 | 4 min. kar            | Widzów: 3011 Sędzia główny: Marcus Brill Sędziowie liniowi: Jukka Hakkarainen |

### Grupa B
Tabela
| Lp. | Zespół          | M | Pkt | Z | Zd | Pd | P | G+ | G- | +/- |
| --- | --------------- | - | --- | - | -- | -- | - | -- | -- | --- |
| 1   | Vienna Capitals | 6 | 15  | 4 | 1  | 1  | 0 | 16 | 9  | +7  |
| 2   | ZSC Lions       | 6 | 10  | 2 | 1  | 2  | 1 | 17 | 16 | +1  |
| 3   | Färjestad BK    | 6 | 10  | 1 | 3  | 1  | 1 | 15 | 12 | +3  |
| 4   | Vålerenga Oslo  | 6 | 1   | 0 | 0  | 1  | 5 | 7  | 17 | -10 |

Wyniki
| 21 sierpnia 2014 | Vienna Capitals | 4:1 | Färjestad BK | Albert-Schultz-Eishalle, Wiedeń |

| Szczegóły      | Szczegóły                                                                                   | Szczegóły       | Szczegóły            | Szczegóły                                                                     |
| -------------- | ------------------------------------------------------------------------------------------- | --------------- | -------------------- | ----------------------------------------------------------------------------- |
| Godzina: 19:30 | K. Foucault (PP) 02:46 M. Schlacher (EQ) 05:38 A. Naglich (EQ) 10:43 K. Foucault (PP) 58:10 | (3:0, 0:0, 1:1) | 51:11 (PP) P. Åslund | Widzów: 3550 Sędzia główny: Vladimir Baluska Sędziowie liniowi: Viktor Trilar |
| Godzina: 19:30 | 18 min. kar                                                                                 |                 | 35 min. kar          | Widzów: 3550 Sędzia główny: Vladimir Baluska Sędziowie liniowi: Viktor Trilar |

| 21 sierpnia 2014 | ZSC Lions | 4:1 | Vålerenga Oslo | Kunsteisbahn Im Chreis, Dübendorf |

| Szczegóły      | Szczegóły                                                                                  | Szczegóły       | Szczegóły              | Szczegóły                                                                   |
| -------------- | ------------------------------------------------------------------------------------------ | --------------- | ---------------------- | --------------------------------------------------------------------------- |
| Godzina: 19:45 | Ch. Baltisberger (PP) 02:26 R. Keller (EQ) 21:53 M. Bastl (EQ) 44:29 S. Zangger (EQ) 51:25 | (1:1, 1:0, 2:0) | 17:16 (EQ) J. Karterud | Widzów: 1917 Sędzia główny: Linus Öhlund Sędziowie liniowi: Stephan Eichman |
| Godzina: 19:45 | 8 min. kar                                                                                 |                 | 22 min. kar            | Widzów: 1917 Sędzia główny: Linus Öhlund Sędziowie liniowi: Stephan Eichman |

| 23 sierpnia 2014 | Vienna Capitals | 2:1 | Vålerenga Oslo | Albert-Schultz-Eishalle, Wiedeń |

| Szczegóły      | Szczegóły                                       | Szczegóły       | Szczegóły           | Szczegóły                                                                     |
| -------------- | ----------------------------------------------- | --------------- | ------------------- | ----------------------------------------------------------------------------- |
| Godzina: 17:45 | P. MacArthur (PP) 28:59 P. MacArthur (PP) 53:00 | (0:0, 1:1, 1:0) | 32:48 (PP) N. Bröms | Widzów: 3400 Sędzia główny: Thomas Bernecker Sędziowie liniowi: Viktor Trilar |
| Godzina: 17:45 | 30 min. kar                                     |                 | 22 min. kar         | Widzów: 3400 Sędzia główny: Thomas Bernecker Sędziowie liniowi: Viktor Trilar |

| 23 sierpnia 2014 | ZSC Lions | 2:3 pd. | Färjestad BK | Hallenstadion, Zurych |

| Szczegóły      | Szczegóły                                             | Szczegóły            | Szczegóły                                                       | Szczegóły                                                                         |
| -------------- | ----------------------------------------------------- | -------------------- | --------------------------------------------------------------- | --------------------------------------------------------------------------------- |
| Godzina: 19:45 | C. Baltisberger (PP) 34:44 C. Baltisberger (EQ) 50:00 | (0:1, 1:0, 1:1, 0:1) | 05:53 (PP) J. Hillding 41:23 (EQ) J. Rohdin 60:36 (EQ) M. Gulaš | Widzów: 3515 Sędzia główny: Vladimir Sindler Sędziowie liniowi: Marcus Vinnerborg |
| Godzina: 19:45 | 18 min. kar                                           |                      | 14 min. kar                                                     | Widzów: 3515 Sędzia główny: Vladimir Sindler Sędziowie liniowi: Marcus Vinnerborg |

| 4 września 2014 | Vålerenga Oslo | 1:2 | Vienna Capitals | Jordal Amfi, Oslo |

| Szczegóły      | Szczegóły               | Szczegóły       | Szczegóły                                     | Szczegóły                                                                       |
| -------------- | ----------------------- | --------------- | --------------------------------------------- | ------------------------------------------------------------------------------- |
| Godzina: 19:30 | A. Bonsaksen (EQ) 24:47 | (0:0, 1:1, 0:1) | 29:35 (EQ) K. Foucault 48:42 (EQ) K. Puschnik | Widzów: 1679 Sędzia główny: Roy Stian Hansen Sędziowie liniowi: Mikael Sjöqvist |
| Godzina: 19:30 | 6 min. kar              |                 | 24 min. kar                                   | Widzów: 1679 Sędzia główny: Roy Stian Hansen Sędziowie liniowi: Mikael Sjöqvist |

| 4 września 2014 | Färjestad BK | 4:3 pd | ZSC Lions | Löfbergs Arena, Karlstad |

| Szczegóły      | Szczegóły                                                                           | Szczegóły       | Szczegóły                                                    | Szczegóły                                                                  |
| -------------- | ----------------------------------------------------------------------------------- | --------------- | ------------------------------------------------------------ | -------------------------------------------------------------------------- |
| Godzina: 20:05 | A. Hedman (PP) 17:49 A. Hedman (EQ) 33:45 M. Gulaš (PP) 49:04 A. Grundel (EQ) 62:40 | (1:2, 1:0, 1:1) | 02:11 (PP) R. Wick 07:41 (EQ) P. Bärtschi 53:44 (PP) R. Wick | Widzów: 1714 Sędzia główny: Sören Persson Sędziowie liniowi: Amssi Salonen |
| Godzina: 20:05 | 20 min. kar                                                                         |                 | 14 min. kar                                                  | Widzów: 1714 Sędzia główny: Sören Persson Sędziowie liniowi: Amssi Salonen |

| 6 września 2014 | Vålerenga Oslo | 2:3 | ZSC Lions | Jordal Amfi, Oslo |

| Szczegóły      | Szczegóły                                     | Szczegóły       | Szczegóły                                                             | Szczegóły                                                                    |
| -------------- | --------------------------------------------- | --------------- | --------------------------------------------------------------------- | ---------------------------------------------------------------------------- |
| Godzina: 14:30 | D. Sørvik (EQ) 25:00 F. Gunnarsson (PP) 50:56 | (0:1, 1:0, 1:2) | 08:25 (PP) R. Nilsson 46:55 (EQ) S. Blindenbacher 48:56 (EQ) L. Cunti | Widzów: 1977 Sędzia główny: Marcus Linde Sędziowie liniowi: Per Gustav Solem |
| Godzina: 14:30 | 10 min. kar                                   |                 | 28 min. kar                                                           | Widzów: 1977 Sędzia główny: Marcus Linde Sędziowie liniowi: Per Gustav Solem |

| 6 września 2014 | Färjestad BK | 1:2 pk | Vienna Capitals | Löfbergs Arena, Karlstad |

| Szczegóły      | Szczegóły            | Szczegóły       | Szczegóły                                      | Szczegóły                                                                 |
| -------------- | -------------------- | --------------- | ---------------------------------------------- | ------------------------------------------------------------------------- |
| Godzina: 14:35 | R. Wallin (EQ) 41:51 | (0:1, 0:0, 1:0) | 02:38 (EQ) P. MacArthur 65:00 (SO) H. Jessiman | Widzów: 1972 Sędzia główny: Danny Kurmann Sędziowie liniowi: Linus Öhlund |
| Godzina: 14:35 | 22 min. kar          |                 | 18 min. kar                                    | Widzów: 1972 Sędzia główny: Danny Kurmann Sędziowie liniowi: Linus Öhlund |

| 23 września 2014 | ZSC Lions | 2:1 pd | Vienna Capitals | Hallenstadion, Zurych |

| Szczegóły      | Szczegóły                                          | Szczegóły       | Szczegóły             | Szczegóły                                                                       |
| -------------- | -------------------------------------------------- | --------------- | --------------------- | ------------------------------------------------------------------------------- |
| Godzina: 19:45 | P. Bärtschi (EQ) 12:00 Ch. Baltisberger (PP) 62:26 | (1:1, 0:0, 0:0) | 19:47 (EQ) J. Ferland | Widzów: 3314 Sędzia główny: Jussi Leppänen Sędziowie liniowi: Marcus Vinnerborg |
| Godzina: 19:45 | 18 min. kar                                        |                 | 14 min. kar           | Widzów: 3314 Sędzia główny: Jussi Leppänen Sędziowie liniowi: Marcus Vinnerborg |

| 23 września 2014 | Färjestad BK | 4:1 | Vålerenga Oslo | Oulun Energia Areena, Oulu |

| Szczegóły      | Szczegóły                                                                              | Szczegóły       | Szczegóły               | Szczegóły                                                                 |
| -------------- | -------------------------------------------------------------------------------------- | --------------- | ----------------------- | ------------------------------------------------------------------------- |
| Godzina: 20:05 | J. Klepiš (PEN) 28:55 A. Hedman (EQ) 41:04 J. Olofsson (EQ) 49:21 J. Rohdin (EN) 59:16 | (0:1, 1:0, 3:0) | 01:48 (PP) T. Lindström | Widzów: 1121 Sędzia główny: Daniel Konc Sędziowie liniowi: Patrik Sjöberg |
| Godzina: 20:05 | 10 min. kar                                                                            |                 | 8 min. kar              | Widzów: 1121 Sędzia główny: Daniel Konc Sędziowie liniowi: Patrik Sjöberg |

| 7 października 2014 | Vienna Capitals | 5:3 | ZSC Lions | Albert-Schultz-Eishalle, Wiedeń |

| Szczegóły      | Szczegóły | Szczegóły       | Szczegóły                                                    | Szczegóły                                                                  |
| -------------- | --- | --------------- | ------------------------------------------------------------ | -------------------------------------------------------------------------- |
| Godzina: 19:30 | J. Fraser (PP) 23:45 M. Schlacher (PP) 29:41 J. Fraser (EQ) 45:14 J. Fraser (EQ) 57:02 J. Ferland (SH, EN) 59:51 | (0:1, 2:2, 3:0) | 10:57 (PP) R. Wick 26:31 (EQ) D. Smith 35:35 (EQ) R. Nilsson | Widzów: 4450 Sędzia główny: Peter Gebei Sędziowie liniowi: Marian Rohatsch |
| Godzina: 19:30 | 8 min. kar |                 | 20 min. kar                                                  | Widzów: 4450 Sędzia główny: Peter Gebei Sędziowie liniowi: Marian Rohatsch |

| 8 października 2014 | Vålerenga Oslo | 1:2 pk. | Färjestad BK | Jordal Amfi, Oslo |

| Szczegóły      | Szczegóły               | Szczegóły                 | Szczegóły                                   | Szczegóły                                                                      |
| -------------- | ----------------------- | ------------------------- | ------------------------------------------- | ------------------------------------------------------------------------------ |
| Godzina: 20:05 | A. Bonsaksen (PP) 24:00 | (0:0, 1:1, 0:0, 0:0, 0:1) | 39:47 (EQ) J. B. Jensen 65:00 (PS) M. Gulaš | Widzów: 2465 Sędzia główny: Roy Stian Hansen Sędziowie liniowi: Manuel Nikolic |
| Godzina: 20:05 | 14 min. kar             |                           | 14 min. kar                                 | Widzów: 2465 Sędzia główny: Roy Stian Hansen Sędziowie liniowi: Manuel Nikolic |

### Grupa C
Tabela
| Lp. | Zespół                     | M | Pkt | Z | Zd | Pd | P | G+ | G- | +/- |
| --- | -------------------------- | - | --- | - | -- | -- | - | -- | -- | --- |
| 1   | Frölunda HC                | 6 | 15  | 5 | 0  | 0  | 1 | 35 | 13 | +22 |
| 2   | Servette Genewa            | 6 | 15  | 5 | 0  | 0  | 1 | 28 | 15 | +13 |
| 3   | EC VSV                     | 6 | 6   | 2 | 0  | 0  | 4 | 11 | 23 | -12 |
| 4   | Diables Rouges de Briançon | 6 | 0   | 0 | 0  | 0  | 6 | 8  | 31 | -23 |

Wyniki
| 21 sierpnia 2014 | Diables Briançon | 1:2 | EC VSV | Patinoire René Froger, Briançon |

| Szczegóły      | Szczegóły               | Szczegóły       | Szczegóły                                   | Szczegóły                                                                      |
| -------------- | ----------------------- | --------------- | ------------------------------------------- | ------------------------------------------------------------------------------ |
| Godzina: 19:45 | D. Labrecque (PP) 04:15 | (1:0, 0:0, 0:2) | 51:56 (EQ) J. Lammers 57:27 (EQ) B. McBride | Widzów: 842 Sędzia główny: Geoffrey Barcelo Sędziowie liniowi: Lars Brüggemann |
| Godzina: 19:45 | 12 min. kar             |                 | 16 min. kar                                 | Widzów: 842 Sędzia główny: Geoffrey Barcelo Sędziowie liniowi: Lars Brüggemann |

| 21 sierpnia 2014 | Servette Genewa | 4:3 | Frölunda HC | Patinoire des Vernets, Genewa |

| Szczegóły      | Szczegóły                                                                             | Szczegóły       | Szczegóły                                                      | Szczegóły                                                                    |
| -------------- | ------------------------------------------------------------------------------------- | --------------- | -------------------------------------------------------------- | ---------------------------------------------------------------------------- |
| Godzina: 19:45 | G. Bezina (EQ) 10:54 R. Gerber (EQ) 33:12 J. Mercier (EQ) 39:36 Ch. Rivera (EQ) 53:34 | (1:0, 2:0, 1:3) | 40:27 (PP) E. Fälth 50:31 (EQ) Ch. Bäckman 57:01 (EQ) M. Olimb | Widzów: 5044 Sędzia główny: Didier Massy Sędziowie liniowi: Vladimir Sindler |
| Godzina: 19:45 | 28 min. kar                                                                           |                 | 6 min. kar                                                     | Widzów: 5044 Sędzia główny: Didier Massy Sędziowie liniowi: Vladimir Sindler |

| 23 sierpnia 2014 | Diables Briançon | 1:7 | Frölunda HC | Patinoire René Froger, Briançon |

| Szczegóły      | Szczegóły          | Szczegóły       | Szczegóły | Szczegóły                                                                      |
| -------------- | ------------------ | --------------- | --- | ------------------------------------------------------------------------------ |
| Godzina: 19:45 | D. Raux (EQ) 25:42 | (0:0, 1:4, 0:3) | 23:45 (PP) E. Fälth 27:07 (PP) M. Olimb 39:37 (EQ) P. Widerström 39:59 (EQ) M. Görtz 44:25 (PP) A. Johnson 48:28 (EQ) A. Johnson 57:43 (EQ) M. Vikstrand | Widzów: 937 Sędzia główny: Geoffrey Barcelo Sędziowie liniowi: Lars Brüggemann |
| Godzina: 19:45 | 8 min. kar         |                 | 12 min. kar | Widzów: 937 Sędzia główny: Geoffrey Barcelo Sędziowie liniowi: Lars Brüggemann |

| 23 sierpnia 2014 | Servette Genewa | 4:2 | EC VSV | Patinoire des Vernets, Genewa |

| Szczegóły      | Szczegóły                                                                                 | Szczegóły       | Szczegóły                                     | Szczegóły                                                                   |
| -------------- | ----------------------------------------------------------------------------------------- | --------------- | --------------------------------------------- | --------------------------------------------------------------------------- |
| Godzina: 19:45 | M. D’Agostini (EQ) 21:02 E. Antonietti (PP) 36:27 T. Pyatt (EQ) 46:17 J. Simek (EQ) 46:52 | (0:2, 2:0, 2:0) | 00:14 (EQ) M. Santorelli 19:40 (EQ) S. Bacher | Widzów: 4246 Sędzia główny: Linus Öhlund Sędziowie liniowi: Daniel Stricker |
| Godzina: 19:45 | 16 min. kar                                                                               |                 | 6 min. kar                                    | Widzów: 4246 Sędzia główny: Linus Öhlund Sędziowie liniowi: Daniel Stricker |

| 4 września 2014 | EC VSV | 4:1 | Diables Briançon | Stadthalle, Villach |

| Szczegóły      | Szczegóły                                                                                  | Szczegóły       | Szczegóły                    | Szczegóły                                                                  |
| -------------- | ------------------------------------------------------------------------------------------ | --------------- | ---------------------------- | -------------------------------------------------------------------------- |
| Godzina: 19:30 | J. Lammers (EQ) 00:15 F. Fortier (EQ) 00:40 M. Santorelli (EQ) 27:43 J. Lammers (EQ) 35:37 | (2:0, 2:1, 0:0) | 37:18 (EQ) C. Di Dio Balsamo | Widzów: 3014 Sędzia główny: Peter Gebei Sędziowie liniowi: Marian Rohatsch |
| Godzina: 19:30 | 12 min. kar                                                                                |                 | 16 min. kar                  | Widzów: 3014 Sędzia główny: Peter Gebei Sędziowie liniowi: Marian Rohatsch |

| 4 września 2014 | Frölunda HC | 7:3 | Servette Genewa | Scandinavium, Göteborg |

| Godzina: 20:05 | A. Johnson (PP) 09:30 M. Görtz (EQ) 12:39 E. Gustafsson (EQ) 14:57 O. Bohm (EQ) 22:15 E. Gustafsson (PP) 26:13 R. Figren (EQ) 33:01 M. Görtz (PP2) 54:55 | (3:0, 3:3, 1:0) | 27:45 (EQ) P. Ranger 29:24 (EQ) T. Pyatt 31:55 (EQ) N. Rod | Widzów: 4565 Sędzia główny: Morgan Johansson Sędziowie liniowi: Mikko Kaukokari |
| Godzina: 20:05 | 10 min. kar |                 | 43 min. kar                                                | Widzów: 4565 Sędzia główny: Morgan Johansson Sędziowie liniowi: Mikko Kaukokari |

| 6 września 2014 | Diables Briançon | 2:7 | Servette Genewa | Patinoire René Froger, Briançon |

| Szczegóły      | Szczegóły                                        | Szczegóły       | Szczegóły | Szczegóły                                                                     |
| -------------- | ------------------------------------------------ | --------------- | --- | ----------------------------------------------------------------------------- |
| Godzina: 19:45 | D. Labrecque (EQ) 17:16 M.-A. Bernier (EQ) 36:44 | (1:0, 1:4, 0:3) | 20:32 (EQ) K. Romy 20:40 (EQ) D. Rubin 34:12 (PP) K. Romy 36:16 (EQ) T. Pyatt 40:56 (EQ) M. D’Agostini 53:33 (PP) G. Bezina 57:01 (PP) R. Loeffel | Widzów: 967 Sędzia główny: Markus Krawinkel Sędziowie liniowi: Jeremy Rauline |
| Godzina: 19:45 | 14 min. kar                                      |                 | 14 min. kar | Widzów: 967 Sędzia główny: Markus Krawinkel Sędziowie liniowi: Jeremy Rauline |

| 7 września 2014 | Frölunda HC | 5:2 | EC VSV | Scandinavium, Göteborg |

| Szczegóły      | Szczegóły | Szczegóły       | Szczegóły                                  | Szczegóły                                                                   |
| -------------- | --- | --------------- | ------------------------------------------ | --------------------------------------------------------------------------- |
| Godzina: 14:35 | E. Gustafsson (PP) 17:54 M. Görtz (EQ) 20:40 A. Lehkonen (PP) 29:43 M. Olimb (EQ) 41:26 A. Lehkonen (PP) 51:37 | (1:1, 2:0, 2:1) | 18:34 (EQ) F. Fortier 58:35 (PP) S. Bacher | Widzów: 4880 Sędzia główny: Wolmer Edqvist Sędziowie liniowi: Danny Kurmann |
| Godzina: 14:35 | 2 min. kar |                 | 35 min. kar                                | Widzów: 4880 Sędzia główny: Wolmer Edqvist Sędziowie liniowi: Danny Kurmann |

| 23 września 2014 | EC VSV | 0:5 | Servette Genewa | Stadthalle, Villach |

| Szczegóły      | Szczegóły  | Szczegóły       | Szczegóły                                                                                        | Szczegóły                                                                    |
| -------------- | ---------- | --------------- | ------------------------------------------------------------------------------------------------ | ---------------------------------------------------------------------------- |
| Godzina: 19:30 |            | (0:0, 0:2, 0:3) | 28:45 (EQ) K. Romy 35:06 (EQ) D. Rubin 40:38 (EQ) K. Romy 56:56 (EQ) J. Simek 58:20 (EQ) T. Kast | Widzów: 2519 Sędzia główny: Peter Gebei Sędziowie liniowi: Daniel Piechaczek |
| Godzina: 19:30 | 4 min. kar |                 | 8 min. kar                                                                                       | Widzów: 2519 Sędzia główny: Peter Gebei Sędziowie liniowi: Daniel Piechaczek |

| 24 września 2014 | Frölunda HC | 6:2 | Diables Briançon | Scandinavium, Göteborg |

| Szczegóły      | Szczegóły | Szczegóły       | Szczegóły                                        | Szczegóły                                                               |
| -------------- | --- | --------------- | ------------------------------------------------ | ----------------------------------------------------------------------- |
| Godzina: 20:05 | M. Olimb (EQ) 08:38 A. Johnson (EQ) 19:31 A. Johnson (PP) 38:24 A. Johnson (EQ) 51:59 O. Fantenberg (EQ) 57:52 A. Johnson (EQ) 58:41 | (2:0, 1:1, 3:1) | 30:00 (PEN) I. McDonald 53:57 (EQ) M.-A. Bernier | Widzów: 1391 Sędzia główny: Daniel Konc Sędziowie liniowi: Linus Öhlund |
| Godzina: 20:05 | 2 min. kar |                 | 10 min. kar                                      | Widzów: 1391 Sędzia główny: Daniel Konc Sędziowie liniowi: Linus Öhlund |

| 7 października 2014 | EC VSV | 1:7 | Frölunda HC | Stadthalle, Villach |

| Szczegóły      | Szczegóły             | Szczegóły       | Szczegóły | Szczegóły                                                                   |
| -------------- | --------------------- | --------------- | --- | --------------------------------------------------------------------------- |
| Godzina: 19:30 | J. Lammers (SH) 26:44 | (0:2, 1:5, 0:0) | 12:47 (EQ) P. Engvall 13:48 (EQ) E. Gustafsson 20:35 (EQ) O. Bohm 22:22 (PP) M. Vikstrand 27:40 (PP) A. Blidh 28:38 (EQ) A. Johnson 29:13 (EQ) M. Olimb | Widzów: 2150 Sędzia główny: Lars Brüggemann Sędziowie liniowi: Igor Dremelj |
| Godzina: 19:30 | 10 min. kar           |                 | 2 min. kar | Widzów: 2150 Sędzia główny: Lars Brüggemann Sędziowie liniowi: Igor Dremelj |

| 7 października 2014 | Servette Genewa | 5:1 | Diables Briançon | Patinoire des Vernets, Genewa |

| Szczegóły      | Szczegóły | Szczegóły       | Szczegóły              | Szczegóły                                                                    |
| -------------- | --- | --------------- | ---------------------- | ---------------------------------------------------------------------------- |
| Godzina: 19:45 | A. Jacquemet (EQ) 05:27 M. D’Agostini (EQ) 36:37 M. D’Agostini (PP) 56:56 G. Bezina (EQ) 58:13 T. Traber (EQ) 59:!7 | (1:0, 1:1, 3:0) | 22:58 (EQ) I. McDonald | Widzów: 4277 Sędzia główny: Vladimir Pesina Sędziowie liniowi: Tobias Wehrli |
| Godzina: 19:45 | 6 min. kar |                 | 12 min. kar            | Widzów: 4277 Sędzia główny: Vladimir Pesina Sędziowie liniowi: Tobias Wehrli |

### Grupa D
Tabela
| Lp. | Zespół            | M | Pkt | Z | Zd | Pd | P | G+ | G- | +/- |
| --- | ----------------- | - | --- | - | -- | -- | - | -- | -- | --- |
| 1   | Fribourg-Gottéron | 6 | 14  | 3 | 2  | 1  | 0 | 21 | 13 | +8  |
| 2   | PSG Zlín          | 6 | 10  | 2 | 1  | 2  | 1 | 15 | 20 | -5  |
| 3   | Djurgården IF     | 6 | 9   | 2 | 1  | 1  | 2 | 21 | 16 | +5  |
| 4   | Eisbären Berlin   | 6 | 3   | 0 | 1  | 1  | 4 | 14 | 22 | -8  |

Wyniki
| 21 sierpnia 2014 | Djurgården IF | 5:4 pd. | Fribourg-Gottéron | Hovet, Sztokholm |

| Szczegóły      | Szczegóły | Szczegóły            | Szczegóły                                                                                      | Szczegóły                                                               |
| -------------- | --- | -------------------- | ---------------------------------------------------------------------------------------------- | ----------------------------------------------------------------------- |
| Godzina: 20:05 | N. Heinerö (EQ) 35:37 M. Holmqvist (PP) 41:18 M. Ljungh (PP) 47:09 M. Högström (EQ) 50:22 M. Samuelsson (PP) 63:25 | (0:0, 1:3, 3:1, 1:0) | 30:30 (EQ) G. Mauldin 38:12 (EQ) S. Brügger 39:18 (SH) M.-A. Pouliot 56:56 (EQ) J. Kwiatkowski | Widzów: 2652 Sędzia główny: Antti Boman Sędziowie liniowi: Marcus Linde |
| Godzina: 20:05 | 4 min. kar |                      | 14 min. kar                                                                                    | Widzów: 2652 Sędzia główny: Antti Boman Sędziowie liniowi: Marcus Linde |

| 22 sierpnia 2014 | Eisbären Berlin | 3:4 pk. | PSG Zlín | O2 World, Berlin |

| Szczegóły      | Szczegóły                                                     | Szczegóły                 | Szczegóły                                                                        | Szczegóły                                                                     |
| -------------- | ------------------------------------------------------------- | ------------------------- | -------------------------------------------------------------------------------- | ----------------------------------------------------------------------------- |
| Godzina: 19:30 | M. Bell (PP) 07:49 L. Braun (EQ) 38:17 T.J. Mulock (PP) 42:01 | (1:2, 1:1, 1:0, 0:0, 0:1) | 03:20 (EQ) P. Leška 08:27 (EQ) O. Veselý 33:18 (EQ) Z. Okál 65:00 (SO) B. Köhler | Widzów: 6200 Sędzia główny: Markus Krawinkel Sędziowie liniowi: Sören Persson |
| Godzina: 19:30 | 10 min. kar                                                   |                           | 12 min. kar                                                                      | Widzów: 6200 Sędzia główny: Markus Krawinkel Sędziowie liniowi: Sören Persson |

| 23 sierpnia 2014 | Fribourg-Gottéron | 6:3 | Eisbären Berlin | BCF Arena, Fribourg |

| Szczegóły      | Szczegóły | Szczegóły       | Szczegóły                                                  | Szczegóły                                                                |
| -------------- | --- | --------------- | ---------------------------------------------------------- | ------------------------------------------------------------------------ |
| Godzina: 19:45 | C. Dubé (EQ) 30:02 G. Mauldin (EQ) 33:06 G. Mauldin (EQ) 39:04 T. Monnet (EQ) 42:50 M. Ness (EQ) 51:21 G. Mauldin (EN) 58:12 | (0:0, 3:0, 3:3) | 42:37 (PP) A. Rankel 47:17 (PP) D. Olver 51:45 (EQ) M. Foy | Widzów: 2780 Sędzia główny: Danny Kurmann Sędziowie liniowi: Mikael Nord |
| Godzina: 19:45 | 18 min. kar |                 | 12 min. kar                                                | Widzów: 2780 Sędzia główny: Danny Kurmann Sędziowie liniowi: Mikael Nord |

| 24 sierpnia 2014 | PSG Zlín | 3:1 | Djurgården IF | Zimní stadion Luďka Čajky, Zlin |

| Szczegóły      | Szczegóły                                                       | Szczegóły       | Szczegóły               | Szczegóły                                                                   |
| -------------- | --------------------------------------------------------------- | --------------- | ----------------------- | --------------------------------------------------------------------------- |
| Godzina: 17:05 | T. Valenta (EQ) 25:26 P. Čajánek (PP) 36:40 P. Kubiš (EN) 59:00 | (0:0, 2:1, 1:0) | 21:44 (PP) S. Lauritzen | Widzów: 4018 Sędzia główny: Vladimir Baluska Sędziowie liniowi: Rene Hradil |
| Godzina: 17:05 | 30 min. kar                                                     |                 | 8 min. kar              | Widzów: 4018 Sędzia główny: Vladimir Baluska Sędziowie liniowi: Rene Hradil |

| 4 września 2014 | PSG Zlín | 2:3 pd | Fribourg-Gottéron | Zimní stadion Luďka Čajky, Zlin |

| Szczegóły      | Szczegóły                                 | Szczegóły       | Szczegóły                                                        | Szczegóły                                                                   |
| -------------- | ----------------------------------------- | --------------- | ---------------------------------------------------------------- | --------------------------------------------------------------------------- |
| Godzina: 19:45 | T. Zizka (PP) 06:40 J. Marusak (EQ) 58:39 | (1:1, 0:1, 1:0) | 08:08 (EQ) G. Mauldin 27:15 (EQ) K. Mottet 63:11 (EQ) G. Mauldin | Widzów: 3912 Sędzia główny: Roman Polak Sędziowie liniowi: Ladislav Smetana |
| Godzina: 19:45 | 35 min. kar                               |                 | 18 min. kar                                                      | Widzów: 3912 Sędzia główny: Roman Polak Sędziowie liniowi: Ladislav Smetana |

| 5 września 2014 | Djurgården IF | 3:2 | Eisbären Berlin | Hovet, Sztokholm |

| Szczegóły      | Szczegóły                                                          | Szczegóły       | Szczegóły                               | Szczegóły                                                                   |
| -------------- | ------------------------------------------------------------------ | --------------- | --------------------------------------- | --------------------------------------------------------------------------- |
| Godzina: 20:05 | J. Eriksson (PP) 21:11 A. Deilert (PP2) 35:28 M. Ljungh (EQ) 51:06 | (0:1, 2:0, 1:1) | 01:18 (EQ) Petr Pohl 50:24 (SH) M. Bell | Widzów: 4927 Sędzia główny: Anssi Salonen Sędziowie liniowi: Patrik Sjöberg |
| Godzina: 20:05 | 39 min. kar                                                        |                 | 68 min. kar                             | Widzów: 4927 Sędzia główny: Anssi Salonen Sędziowie liniowi: Patrik Sjöberg |

| 6 września 2014 | Fribourg-Gottéron | 3:2 pk | PSG Zlín | BCF Arena, Fribourg |

| Szczegóły      | Szczegóły                                                            | Szczegóły       | Szczegóły                               | Szczegóły                                                                   |
| -------------- | -------------------------------------------------------------------- | --------------- | --------------------------------------- | --------------------------------------------------------------------------- |
| Godzina: 19:45 | G. Mauldin (EQ) 08:29 M.-A. Pouliot (PP) 43:15 G. Mauldin (SO) 65:00 | (1:1, 0:1, 1:0) | 01:33 (EQ) R. Vlach 29:54 (EQ) P. Leška | Widzów: 2288 Sędzia główny: Didier Massy Sędziowie liniowi: Gordon Schukies |
| Godzina: 19:45 | 10 min. kar                                                          |                 | 12 min. kar                             | Widzów: 2288 Sędzia główny: Didier Massy Sędziowie liniowi: Gordon Schukies |

| 7 września 2014 | Eisbären Berlin | 4:3 pk | Djurgården IF | O2 World, Berlin |

| Szczegóły      | Szczegóły                                                                      | Szczegóły       | Szczegóły                                                           | Szczegóły                                                                 |
| -------------- | ------------------------------------------------------------------------------ | --------------- | ------------------------------------------------------------------- | ------------------------------------------------------------------------- |
| Godzina: 14:35 | P. Pohl (EQ) 07:59 F. Hördler (PP) 31:31 P. Pohl (EQ) 50:29 P. Pohl (SO) 65:00 | (1:1, 1:1, 1:1) | 13:02 (EQ) J. Eriksson 39:13 (PP) H. Eriksson 40:27 (PP) A. Deilert | Widzów: 5660 Sędzia główny: Stephan Bauer Sędziowie liniowi: Andreas Koch |
| Godzina: 14:35 | 10 min. kar                                                                    |                 | 33 min. kar                                                         | Widzów: 5660 Sędzia główny: Stephan Bauer Sędziowie liniowi: Andreas Koch |

| 23 września 2014 | Eisbären Berlin | 0:2 | Fribourg-Gottéron | O2 World, Berlin |

| Szczegóły      | Szczegóły   | Szczegóły       | Szczegóły                              | Szczegóły                                                                 |
| -------------- | ----------- | --------------- | -------------------------------------- | ------------------------------------------------------------------------- |
| Godzina: 19:30 |             | (0:1, 0:1, 0:0) | 06:12 (SH) M. Ness 23:28 (EQ) Ch. Dubé | Widzów: 4860 Sędzia główny: Stephan Bauer Sędziowie liniowi: Marcus Linde |
| Godzina: 19:30 | 20 min. kar |                 | 37 min. kar                            | Widzów: 4860 Sędzia główny: Stephan Bauer Sędziowie liniowi: Marcus Linde |

| 23 września 2014 | Djurgården IF | 8:0 | PSG Zlín | Hovet, Sztokholm |

| Szczegóły      | Szczegóły | Szczegóły       | Szczegóły   | Szczegóły                                                                     |
| -------------- | --- | --------------- | ----------- | ----------------------------------------------------------------------------- |
| Godzina: 20:05 | H. Eriksson (EQ) 18:24 M. Ljungh (EQ) 21:23 N. Heinerö (EQ) 24:42 M. Samuelsson (PP2) 29:39 M. Ljungh (PP2) 31:08 M. Ahlén (PP) 31:27 H. Eriksson (PP) 36:41 R. Alvarez (EQ) 43:53 | (1:0, 6:0, 1:0) |             | Widzów: 871 Sędzia główny: Morgan Johansson Sędziowie liniowi: Shane Warschaw |
| Godzina: 20:05 | 10 min. kar |                 | 20 min. kar | Widzów: 871 Sędzia główny: Morgan Johansson Sędziowie liniowi: Shane Warschaw |

| 7 października 2014 | PSG Zlín | 4:2 | Eisbären Berlin | Zimní stadion Luďka Čajky, Zlin |

| Szczegóły      | Szczegóły                                                                           | Szczegóły       | Szczegóły                                  | Szczegóły                                                                 |
| -------------- | ----------------------------------------------------------------------------------- | --------------- | ------------------------------------------ | ------------------------------------------------------------------------- |
| Godzina: 19:45 | Mi. Popelka (EQ) 12:20 O. Veselý (EQ) 44:22 R. Vlach (EQ) 48:36 R. Vlach (EQ) 51:46 | (1:0, 0:1, 3:1) | 35:40 (EQ) T.J. Mulock 49:41 (EQ) H. Haase | Widzów: 1118 Sędzia główny: Jan Hribik Sędziowie liniowi: Mikael Sjöqvist |
| Godzina: 19:45 | 2 min. kar                                                                          |                 | 10 min. kar                                | Widzów: 1118 Sędzia główny: Jan Hribik Sędziowie liniowi: Mikael Sjöqvist |

| 7 października 2014 | Fribourg-Gottéron | 3:1 | Djurgården IF | BCF Arena, Fribourg |

| Szczegóły      | Szczegóły                                                              | Szczegóły       | Szczegóły              | Szczegóły                                                                    |
| -------------- | ---------------------------------------------------------------------- | --------------- | ---------------------- | ---------------------------------------------------------------------------- |
| Godzina: 19:30 | T. Monnet (EQ) 03:26 J. Tambellini (SH) 45:11 S. Schilt (SH, EN) 56:37 | (1:1, 0:0, 2:0) | 06:59 (PP) M. Högström | Widzów: 3160 Sędzia główny: Stephan Bauer Sędziowie liniowi: Stefan Eichmann |
| Godzina: 19:30 | 8 min. kar                                                             |                 | 0 min. kar             | Widzów: 3160 Sędzia główny: Stephan Bauer Sędziowie liniowi: Stefan Eichmann |

### Grupa E
Tabela
| Lp. | Zespół           | M | Pkt | Z | Zd | Pd | P | G+ | G- | +/- |
| --- | ---------------- | - | --- | - | -- | -- | - | -- | -- | --- |
| 1   | Tappara Tampere  | 6 | 11  | 3 | 0  | 2  | 1 | 21 | 16 | +5  |
| 2   | Stavanger Oilers | 6 | 11  | 3 | 1  | 0  | 1 | 19 | 17 | +2  |
| 3   | Oceláři Trzyniec | 6 | 9   | 3 | 0  | 0  | 3 | 20 | 14 | +6  |
| 4   | SC Bern          | 6 | 5   | 1 | 1  | 0  | 4 | 11 | 24 | -13 |

Wyniki
| 21 sierpnia 2014 | Oceláři Trzyniec | 7:0 | SC Bern | Werk Arena, Trzyniec |

| Szczegóły      | Szczegóły | Szczegóły       | Szczegóły   | Szczegóły                                                                   |
| -------------- | --- | --------------- | ----------- | --------------------------------------------------------------------------- |
| Godzina: 17:30 | J. Polanský (EQ) 07:18 D. Nosek (EQ) 10:23 J. Polanský (EQ) 20:28 M. Trončinský (SH) 36:25 T. Linhart (EQ) 38:52 J. Orsava (EQ) 56:09 J. Orsava (EQ) 57:53 | (2:0, 3:0, 2:0) |             | Widzów: 3723 Sędzia główny: Ladislav Smetana Sędziowie liniowi: Roman Polák |
| Godzina: 17:30 | 54 min. kar |                 | 38 min. kar | Widzów: 3723 Sędzia główny: Ladislav Smetana Sędziowie liniowi: Roman Polák |

| 21 sierpnia 2014 | Tappara Tampere | 7:3 | Stavanger Oilers | Tampereen jäähalli, Tampere |

| Szczegóły      | Szczegóły | Szczegóły       | Szczegóły                                                       | Szczegóły                                                                      |
| -------------- | --- | --------------- | --------------------------------------------------------------- | ------------------------------------------------------------------------------ |
| Godzina: 17:30 | D. Kolomatis (PP) 12:36 P. Jormakka (PP) 31:01 P. Jormakka (PS) 35:09 O. Palola (EQ) 35:45 A. Mäkinen (EQ) 37:49 H. Haapala (EQ) 45:42 T. Aalto (EQ) 57:25 | (1:3, 4:0, 2:0) | 04:05 (EQ) J. Soares 07:21 (EQ) D. Rokseth 08:00 (PP) J. Soares | Widzów: 2563 Sędzia główny: Morgan Johansson Sędziowie liniowi: Aleksi Rantala |
| Godzina: 17:30 | 8 min. kar |                 | 20 min. kar                                                     | Widzów: 2563 Sędzia główny: Morgan Johansson Sędziowie liniowi: Aleksi Rantala |

| 23 sierpnia 2014 | Tappara Tampere | 3:5 | SC Bern | Tampereen jäähalli, Tampere |

| Szczegóły      | Szczegóły                                                            | Szczegóły       | Szczegóły | Szczegóły                                                                      |
| -------------- | -------------------------------------------------------------------- | --------------- | --- | ------------------------------------------------------------------------------ |
| Godzina: 16:00 | K. Kuusela (PP) 07:51 D. Kolomatis (PP) 21:42 E. Kaksonen (EQ) 58:29 | (1:0, 1:4, 1:1) | 24:33 (PP) B. Holloway 27:43 (PP) R. Gardner 38:54 (PP) R. Gardner 39:18 (PP) M. Plüss 58:12 (EN) C. Bertschy | Widzów: 3328 Sędzia główny: Thomas Andersson Sędziowie liniowi: Aleksi Rantala |
| Godzina: 16:00 | 18 min. kar                                                          |                 | 24 min. kar                                                                                                   | Widzów: 3328 Sędzia główny: Thomas Andersson Sędziowie liniowi: Aleksi Rantala |

| 23 sierpnia 2014 | Oceláři Trzyniec | 4:5 | Stavanger Oilers | Werk Arena, Trzyniec |

| Szczegóły      | Szczegóły                                                                        | Szczegóły       | Szczegóły | Szczegóły                                                            |
| -------------- | -------------------------------------------------------------------------------- | --------------- | --- | -------------------------------------------------------------------- |
| Godzina: 20:00 | J. Polanský (EQ) 14:12 R. Matuš (EQ) 30:53 L. Zíb (EQ) 33:28 R. Matuš (EQ) 42:40 | (1:1, 2:3, 1:1) | 05:03 (EQ) N. Plastino 24:43 (PP) D. Kissel 27:29 (PP) J. Soares 31:49 (EQ) C. D. Andersen 55:10 (PP) N. Plastino | Widzów: 2875 Sędzia główny: Daniel Konc Sędziowie liniowi: Robin Sir |
| Godzina: 20:00 | 20 min. kar                                                                      |                 | 12 min. kar | Widzów: 2875 Sędzia główny: Daniel Konc Sędziowie liniowi: Robin Sir |

| 4 września 2014 | SC Bern | 0:4 | Oceláři Trzyniec | PostFinance-Arena, Berno |

| Szczegóły      | Szczegóły  | Szczegóły       | Szczegóły                                                                         | Szczegóły                                                                   |
| -------------- | ---------- | --------------- | --------------------------------------------------------------------------------- | --------------------------------------------------------------------------- |
| Godzina: 19:45 |            | (0:3, 0:1, 0:0) | 04:49 (EQ) J. Orsava 06:23 (PP) L. Zejdl 19:02 (PP) L. Zejdl 32:50 (EQ) J. Orsava | Widzów: 4677 Sędzia główny: Gordon Schukies Sędziowie liniowi: Marc Wiegand |
| Godzina: 19:45 | 8 min. kar |                 | 12 min. kar                                                                       | Widzów: 4677 Sędzia główny: Gordon Schukies Sędziowie liniowi: Marc Wiegand |

| 4 września 2014 | Stavanger Oilers | 2:1 pk | Tappara Tampere | DNB Arena, Stavanger |

| Szczegóły      | Szczegóły                                    | Szczegóły       | Szczegóły                 | Szczegóły                                                                    |
| -------------- | -------------------------------------------- | --------------- | ------------------------- | ---------------------------------------------------------------------------- |
| Godzina: 20:00 | D. Kissel (PP) 38:22 J.-M. Daoust (SO) 65:00 | (0:1, 1:0, 0:0) | 09:45 (PP) A. Erkinjuntti | Widzów: 3113 Sędzia główny: Marcus Linde Sędziowie liniowi: Per Gustav Solem |
| Godzina: 20:00 | 4 min. kar                                   |                 | 8 min. kar                | Widzów: 3113 Sędzia główny: Marcus Linde Sędziowie liniowi: Per Gustav Solem |

| 6 września 2014 | SC Bern | 4:3 pk | Tappara Tampere | PostFinance-Arena, Berno |

| Szczegóły      | Szczegóły                                                                             | Szczegóły       | Szczegóły                                                          | Szczegóły                                                                 |
| -------------- | ------------------------------------------------------------------------------------- | --------------- | ------------------------------------------------------------------ | ------------------------------------------------------------------------- |
| Godzina: 17:00 | B. Ritchie (EQ) 24:09 B. Ritchie (PP) 36:11 P. Berger (EQ) 48:58 P. Berger (SO) 65:00 | (0:0, 2:0, 1:3) | 52:43 (EQ) E. Kaksonen 55:54 (EQ) D. Kolomatis 58:49 (EA) T. Aalto | Widzów: 4731 Sędzia główny: Stefan Eichmann Sędziowie liniowi: Jan Hribik |
| Godzina: 17:00 | 14 min. kar                                                                           |                 | 31 min. kar                                                        | Widzów: 4731 Sędzia główny: Stefan Eichmann Sędziowie liniowi: Jan Hribik |

| 6 września 2014 | Stavanger Oilers | 2:3 | Oceláři Trzyniec | DNB Arena, Stavanger |

| Szczegóły      | Szczegóły                                    | Szczegóły       | Szczegóły                                                    | Szczegóły                                                                 |
| -------------- | -------------------------------------------- | --------------- | ------------------------------------------------------------ | ------------------------------------------------------------------------- |
| Godzina: 17:30 | M. Trettenes (PP) 04:41 D. Kissel (PP) 11:57 | (2:2, 0:1, 0:0) | 03:16 (EQ) Z. Irgl 18:52 (PP) Z. Irgl 31:02 (SH) V. Dravecký | Widzów: 3551 Sędzia główny: Stian Halm Sędziowie liniowi: Mikael Sjöqvist |
| Godzina: 17:30 | 20 min. kar                                  |                 | 12 min. kar                                                  | Widzów: 3551 Sędzia główny: Stian Halm Sędziowie liniowi: Mikael Sjöqvist |

| 23 września 2014 | Oceláři Trzyniec | 1:2 | Tappara Tampere | Werk Arena, Trzyniec |

| Szczegóły      | Szczegóły             | Szczegóły       | Szczegóły                                    | Szczegóły                                                                      |
| -------------- | --------------------- | --------------- | -------------------------------------------- | ------------------------------------------------------------------------------ |
| Godzina: 17:30 | M. Adamsky (PP) 41:29 | (0:0, 0:0, 1:2) | 47:20 (EQ) D. Kolomatis 56:39 (PP) O. Palola | Widzów: 3807 Sędzia główny: Vladimir Pesina Sędziowie liniowi: Marian Rohatsch |
| Godzina: 17:30 | 10 min. kar           |                 | 10 min. kar                                  | Widzów: 3807 Sędzia główny: Vladimir Pesina Sędziowie liniowi: Marian Rohatsch |

| 23 września 2014 | SC Bern | 0:2 | Stavanger Oilers | PostFinance-Arena, Berno |

| Szczegóły      | Szczegóły   | Szczegóły       | Szczegóły                                         | Szczegóły                                                                    |
| -------------- | ----------- | --------------- | ------------------------------------------------- | ---------------------------------------------------------------------------- |
| Godzina: 19:45 |             | (0:0, 0:0, 0:2) | 53:04 (EQ) Ch. Dahl Andersen 59:31 (EN) D. Kissel | Widzów: 4164 Sędzia główny: Ladislav Smetana Sędziowie liniowi: Marc Wiegand |
| Godzina: 19:45 | 12 min. kar |                 | 14 min. kar                                       | Widzów: 4164 Sędzia główny: Ladislav Smetana Sędziowie liniowi: Marc Wiegand |

| 7 października 2014 | Tappara Tampere | 5:1 | Oceláři Trzyniec | Tampereen jäähalli, Tampere |

| Szczegóły      | Szczegóły | Szczegóły       | Szczegóły           | Szczegóły                                                                   |
| -------------- | --- | --------------- | ------------------- | --------------------------------------------------------------------------- |
| Godzina: 18:30 | P. Laine (EQ) 05:32 K. Kuusela (EQ) 15:10 P. Jormakka (EQ) 21:11 P. Jormakka (EQ) 35:53 O. Mäkinen (EQ) 48:14 | (2:0, 2:0, 1:1) | 49:52 (EQ) K. Kreps | Widzów: 2446 Sędzia główny: Marcus Linde Sędziowie liniowi: Petri Lindqvist |
| Godzina: 18:30 | 8 min. kar |                 | 4 min. kar          | Widzów: 2446 Sędzia główny: Marcus Linde Sędziowie liniowi: Petri Lindqvist |

| 7 października 2014 | Stavanger Oilers | 5:2 | SC Bern | DNB Arena, Stavanger |

| Szczegóły      | Szczegóły | Szczegóły       | Szczegóły                               | Szczegóły                                                                      |
| -------------- | --- | --------------- | --------------------------------------- | ------------------------------------------------------------------------------ |
| Godzina: 19:45 | M. Trettenes (PP) 42:43 K. Forsberg (PP) 44:19 M. Trettenes (SH) 50:37 J.-M. Daoust (EQ) 57:52 D. Kissel (EN) 59:24 | (0:0, 0:2, 5:2) | 25:55 (PP) M. Plüss 37:36 (EQ) D. Jobin | Widzów: 4034 Sędzia główny: Roy Stian Hansen Sędziowie liniowi: Manuel Nikolic |
| Godzina: 19:45 | 14 min. kar |                 | 12 min. kar                             | Widzów: 4034 Sędzia główny: Roy Stian Hansen Sędziowie liniowi: Manuel Nikolic |

### Grupa F
Tabela
| Lp. | Zespół        | M | Pkt | Z | Zd | Pd | P | G+ | G- | +/- |
| --- | ------------- | - | --- | - | -- | -- | - | -- | -- | --- |
| 1   | Linköpings HC | 6 | 14  | 4 | 1  | 0  | 1 | 20 | 10 | +10 |
| 2   | TPS           | 6 | 12  | 3 | 1  | 1  | 1 | 21 | 12 | +9  |
| 3   | Bolzano Foxes | 6 | 9   | 3 | 0  | 0  | 3 | 12 | 22 | -19 |
| 4   | HC Pardubice  | 6 | 1   | 0 | 0  | 1  | 5 | 11 | 20 | -9  |

Wyniki
| 22 sierpnia 2014 | TPS | 9:0 | Bolzano Foxes | HK Arena, Turku |

| Szczegóły      | Szczegóły | Szczegóły       | Szczegóły   | Szczegóły                                                                      |
| -------------- | --- | --------------- | ----------- | ------------------------------------------------------------------------------ |
| Godzina: 18:30 | L. Tukonen (PP) 01:53 R. Smoleňák (EQ) 14:29 M. Sointu (SH) 23:44 N. Lucenius (EQ) 24:43 T. Koskiranta (EQ) 25:19 R. Kulmala (EQ) 29:14 I. Pikkarainen (PP) 33:28 T. Koskiranta (PP, EA) 37:35 S. Seigo (EQ) 43:50 | (2:0, 6:0, 1:0) |             | Widzów: 3226 Sędzia główny: Morgan Johansson Sędziowie liniowi: Jussi Leppänen |
| Godzina: 18:30 | 22 min. kar |                 | 18 min. kar | Widzów: 3226 Sędzia główny: Morgan Johansson Sędziowie liniowi: Jussi Leppänen |

| 22 sierpnia 2014 | Linköpings HC | 2:1 | HC Pardubice | Saab Arena, Linköping |

| Szczegóły      | Szczegóły                                  | Szczegóły       | Szczegóły           | Szczegóły                                                                        |
| -------------- | ------------------------------------------ | --------------- | ------------------- | -------------------------------------------------------------------------------- |
| Godzina: 20:05 | M. Sjögren (EQ) 05:09 B. Little (EQ) 46:24 | (1:0, 0:0, 1:1) | 47:08 (EQ) R. Tybor | Widzów: 6127 Sędzia główny: Stefan Fonselius Sędziowie liniowi: Morgan Johansson |
| Godzina: 20:05 | 6 min. kar                                 |                 | 12 min. kar         | Widzów: 6127 Sędzia główny: Stefan Fonselius Sędziowie liniowi: Morgan Johansson |

| 24 sierpnia 2014 | Linköpings HC | 5:0 | Bolzano Foxes | Saab Arena, Linköping |

| Szczegóły      | Szczegóły                                                                                             | Szczegóły       | Szczegóły   | Szczegóły                                                               |
| -------------- | --- | --------------- | ----------- | ----------------------------------------------------------------------- |
| Godzina: 14:35 | J. Vrána (PP) 05:13 N. Hardt (PP) 18:54 J. Taffe (PP) 36:15 J. Taffe (EQ) 37:41 M. Sjögren (PP) 55:04 | (2:0, 2:0, 1:0) |             | Widzów: 3521 Sędzia główny: Antti Boman Sędziowie liniowi: Per Claesson |
| Godzina: 14:35 | 8 min. kar                                                                                            |                 | 26 min. kar | Widzów: 3521 Sędzia główny: Antti Boman Sędziowie liniowi: Per Claesson |

| 24 sierpnia 2014 | TPS | 2:1 | HC Pardubice | HK Arena, Turku |

| Szczegóły      | Szczegóły                                  | Szczegóły       | Szczegóły             | Szczegóły                                                                       |
| -------------- | ------------------------------------------ | --------------- | --------------------- | ------------------------------------------------------------------------------- |
| Godzina: 16:00 | R. Lasch (EQ) 43:45 R. Smoleňák (PP) 57:53 | (0:1, 0:0, 2:0) | 11:39 (EQ) J. Semorád | Widzów: 3389 Sędzia główny: Jukka Hakkarainen Sędziowie liniowi: Patrik Sjöberg |
| Godzina: 16:00 | 10 min. kar                                |                 | 20 min. kar           | Widzów: 3389 Sędzia główny: Jukka Hakkarainen Sędziowie liniowi: Patrik Sjöberg |

| 5 września 2014 | HC Pardubice | 3:6 | Linköpings HC | ČEZ Aréna, Pardubice |

| Szczegóły      | Szczegóły                                                        | Szczegóły       | Szczegóły | Szczegóły                                                                    |
| -------------- | ---------------------------------------------------------------- | --------------- | --- | ---------------------------------------------------------------------------- |
| Godzina: 17:30 | T. Marcinko (PP) 02:21 L. Radil (EQ) 24:44 T. Zohorna (PP) 27:15 | (1:4, 2:0, 0:2) | 09:29 (PP) S. Karlsson 10:42 (EQ) B. Little 11:56 (EQ) J. Almtorp 13:43 (EQ) J. Taffe 46:29 (PP) Ch. Kolarik 51:37 (PEN) M. Sjögren | Widzów: 1526 Sędzia główny: Didier Massy Sędziowie liniowi: Vladimir Sindler |
| Godzina: 17:30 | 8 min. kar                                                       |                 | 8 min. kar | Widzów: 1526 Sędzia główny: Didier Massy Sędziowie liniowi: Vladimir Sindler |

| 5 września 2014 | Bolzano Foxes | 4:2 | TPS | PalaOnda, Bolzano |

| Szczegóły      | Szczegóły                                                                           | Szczegóły       | Szczegóły                                     | Szczegóły                                                                       |
| -------------- | ----------------------------------------------------------------------------------- | --------------- | --------------------------------------------- | ------------------------------------------------------------------------------- |
| Godzina: 20:00 | A. Bernard (EQ) 12:46 A. Bernard (EQ) 17:18 M. Insam (EQ) 53:45 Z. Pance (EN) 59:20 | (2:2, 0:0, 2:0) | 01:22 (EQ) M. Rantanen 04:49 (EQ) R. Smoleňák | Widzów: 1360 Sędzia główny: Daniel Piechaczek Sędziowie liniowi: Shane Warschaw |
| Godzina: 20:00 | 8 min. kar                                                                          |                 | 6 min. kar                                    | Widzów: 1360 Sędzia główny: Daniel Piechaczek Sędziowie liniowi: Shane Warschaw |

| 7 września 2014 | HC Pardubice | 2:3 pk | TPS | ČEZ Aréna, Pardubice |

| Szczegóły      | Szczegóły                                 | Szczegóły       | Szczegóły                                                       | Szczegóły                                                                   |
| -------------- | ----------------------------------------- | --------------- | --------------------------------------------------------------- | --------------------------------------------------------------------------- |
| Godzina: 17:30 | J. Semorád (EQ) 17:08 L. Radil (SH) 37:13 | (1:2, 1:0, 0:0) | 08:05 (EQ) N. Lucenius 12:58 (EQ) R. Lasch 65:00 (SO) M. Sointu | Widzów: 1620 Sędzia główny: Vladimir Baluska Sędziowie liniowi: Rene Hradil |
| Godzina: 17:30 | 12 min. kar                               |                 | 14 min. kar                                                     | Widzów: 1620 Sędzia główny: Vladimir Baluska Sędziowie liniowi: Rene Hradil |

| 7 września 2014 | Bolzano Foxes | 1:2 | Linköpings HC | PalaOnda, Bolzano |

| Szczegóły      | Szczegóły           | Szczegóły       | Szczegóły                                  | Szczegóły                                                                   |
| -------------- | ------------------- | --------------- | ------------------------------------------ | --------------------------------------------------------------------------- |
| Godzina: 18:30 | R. Hofer (PP) 53:28 | (0:0, 0:1, 1:1) | 24:42 (EQ) O. Sundh 58:56 (EQ) G. Forsling | Widzów: 1413 Sędzia główny: Igor Dremelj Sędziowie liniowi: Marian Rohatsch |
| Godzina: 18:30 | 6 min. kar          |                 | 16 min. kar                                | Widzów: 1413 Sędzia główny: Igor Dremelj Sędziowie liniowi: Marian Rohatsch |

| 23 września 2014 | HC Pardubice | 1:3 | Bolzano Foxes | ČEZ Aréna, Pardubice |

| Szczegóły      | Szczegóły             | Szczegóły       | Szczegóły                                                     | Szczegóły                                                                    |
| -------------- | --------------------- | --------------- | ------------------------------------------------------------- | ---------------------------------------------------------------------------- |
| Godzina: 17:30 | L. Nahodil (PP) 24:25 | (0:1, 1:1, 0:1) | 00:32 (EQ) D. Nesbitt 35:01 (EQ) M. Insam 58:46 (EN) M. Insam | Widzów: 865 Sędzia główny: Rene Hradil Sędziowie liniowi: Jewgienij Romaszko |
| Godzina: 17:30 | 10 min. kar           |                 | 8 min. kar                                                    | Widzów: 865 Sędzia główny: Rene Hradil Sędziowie liniowi: Jewgienij Romaszko |

| 24 września 2014 | TPS | 3:4 pk | Linköpings HC | HK Arena, Turku |

| Szczegóły      | Szczegóły                                                                   | Szczegóły       | Szczegóły                                                                                   | Szczegóły                                                                 |
| -------------- | --------------------------------------------------------------------------- | --------------- | ------------------------------------------------------------------------------------------- | ------------------------------------------------------------------------- |
| Godzina: 18:00 | M. Rantanen (EQ) 07:09 T. Kumeliauskas (EQ) 27:21 I. Pikkarainen (SH) 42:03 | (1:1, 1:1, 1:1) | 14:25 (PP) S. Karlsson 35:55 (EQ) J. Micflikier 40:17 (EQ) M. Sjögren 65:00 (PEN) B. Little | Widzów: 3648 Sędzia główny: Jan Hribik Sędziowie liniowi: Mikko Kaukokari |
| Godzina: 18:00 | 56 min. kar                                                                 |                 | 28 min. kar                                                                                 | Widzów: 3648 Sędzia główny: Jan Hribik Sędziowie liniowi: Mikko Kaukokari |

| 7 października 2014 | Bolzano Foxes | 4:3 | HC Pardubice | PalaOnda, Bolzano |

| Szczegóły      | Szczegóły                                                                         | Szczegóły       | Szczegóły                                                    | Szczegóły                                                                  |
| -------------- | --------------------------------------------------------------------------------- | --------------- | ------------------------------------------------------------ | -------------------------------------------------------------------------- |
| Godzina: 19:45 | M. Gander (EQ) 34:25 M. Insam (EQ) 44:52 S. Zisser (EQ) 52:05 M. Insam (PP) 55:23 | (0:1, 1:2, 3:0) | 19:46 (PP) L. Radil 20:53 (EQ) J. Ščotka 35:03 (EQ) L. Radil | Widzów: 1413 Sędzia główny: Daniel Gamper Sędziowie liniowi: Bastian Haupt |
| Godzina: 19:45 | 31 min. kar                                                                       |                 | 14 min. kar                                                  | Widzów: 1413 Sędzia główny: Daniel Gamper Sędziowie liniowi: Bastian Haupt |

| 7 października 2014 | Linköpings HC | 1:2 | TPS | Saab Arena, Linköping |

| Szczegóły      | Szczegóły           | Szczegóły       | Szczegóły                                   | Szczegóły                                                                   |
| -------------- | ------------------- | --------------- | ------------------------------------------- | --------------------------------------------------------------------------- |
| Godzina: 20:05 | J. Taffe (PP) 28:00 | (0:1, 1:1, 0:0) | 16:45 (EQ) M. Sointu 20:27 (EQ) M. Lehtonen | Widzów: 1783 Sędzia główny: Thomas Andersson Sędziowie liniowi: Jozef Kubus |
| Godzina: 20:05 | 10 min. kar         |                 | 14 min. kar                                 | Widzów: 1783 Sędzia główny: Thomas Andersson Sędziowie liniowi: Jozef Kubus |

### Grupa G
Tabela
| Lp. | Zespół         | M | Pkt | Z | Zd | Pd | P | G+ | G- | +/- |
| --- | -------------- | - | --- | - | -- | -- | - | -- | -- | --- |
| 1   | Sparta Praga   | 6 | 12  | 3 | 1  | 1  | 1 | 25 | 19 | +6  |
| 2   | Växjö Lakers   | 6 | 12  | 4 | 0  | 0  | 2 | 19 | 14 | +5  |
| 3   | KalPa          | 6 | 7   | 2 | 0  | 1  | 3 | 11 | 15 | -4  |
| 4   | Adler Mannheim | 5 | 5   | 1 | 1  | 0  | 3 | 8  | 12 | -4  |

Wyniki
| 21 sierpnia 2014 | KalPa | 4:5 pk. | Sparta Praga | Niiralan Monttu, Kuopio |

| Szczegóły      | Szczegóły                                                                              | Szczegóły                 | Szczegóły | Szczegóły                                                                  |
| -------------- | -------------------------------------------------------------------------------------- | ------------------------- | --- | -------------------------------------------------------------------------- |
| Godzina: 18:30 | J. Junnila (EQ) 12:16 J. Riikola (PP) 17:58 S. Mutanen (EQ) 37:45 M. Birner (EQ) 57:40 | (2:0, 1:2, 1:2, 0:0, 0:1) | 20:07 (EQ) R. Sabolič 23:35 (EQ) L. Cingel 55:08 (EQ) J. Buchtele 58:33 (EQ) J. Buchtele 65:00 (PS) R. Sabolič | Widzów: 2246 Sędzia główny: Timo Metsala Sędziowie liniowi: Patrik Sjöberg |
| Godzina: 18:30 | 10 min. kar                                                                            |                           | 10 min. kar | Widzów: 2246 Sędzia główny: Timo Metsala Sędziowie liniowi: Patrik Sjöberg |

| 21 sierpnia 2014 | Växjö Lakers | 6:1 | Adler Mannheim | Vida Arena, Växjö |

| Szczegóły      | Szczegóły | Szczegóły       | Szczegóły            | Szczegóły                                                                   |
| -------------- | --- | --------------- | -------------------- | --------------------------------------------------------------------------- |
| Godzina: 20:05 | A. Johansson (EQ) 05:33 N. Johnson (EQ) 34:16 A. Johansson (PP) 41:48 T. Kallio (EQ) 44:35 R. Rosén (EQ) 45:25 P. Lundh (PP) 56:21 | (1:0, 1:1, 4:0) | 34:11 (EQ) J. Tardif | Widzów: 2903 Sędzia główny: Stefan Fonselius Sędziowie liniowi: Mikael Holm |
| Godzina: 20:05 | 14 min. kar |                 | 16 min. kar          | Widzów: 2903 Sędzia główny: Stefan Fonselius Sędziowie liniowi: Mikael Holm |

| 24 sierpnia 2014 | KalPa | 1:0 | Adler Mannheim | Niiralan Monttu, Kuopio |

| Szczegóły      | Szczegóły                | Szczegóły       | Szczegóły   | Szczegóły                                                                 |
| -------------- | ------------------------ | --------------- | ----------- | ------------------------------------------------------------------------- |
| Godzina: 16:00 | Jussi Timonen (PP) 17:55 | (1:0, 0:0, 0:0) |             | Widzów: 2799 Sędzia główny: Martin Frano Sędziowie liniowi: Jari Leppanen |
| Godzina: 16:00 | 12 min. kar              |                 | 16 min. kar | Widzów: 2799 Sędzia główny: Martin Frano Sędziowie liniowi: Jari Leppanen |

| 24 sierpnia 2014 | Växjö Lakers | 2:5 | Sparta Praga | Vida Arena, Växjö |

| Szczegóły      | Szczegóły                                       | Szczegóły       | Szczegóły                                                                                               | Szczegóły                                                                    |
| -------------- | ----------------------------------------------- | --------------- | --- | ---------------------------------------------------------------------------- |
| Godzina: 16:00 | M. Strömwall (EQ) 11:52 A. Johansson (PP) 43:38 | (1:1, 0:2, 1:2) | 04:01 (EQ) T. Rolinek 23:07 (PP) P. Kumstat 28:58 (EQ) L. Pech 46:06 (EQ) L. Pech 59:52 (PP) M. Barinka | Widzów: 3446 Sędzia główny: Marcus Linde Sędziowie liniowi: Ladislav Smetana |
| Godzina: 16:00 | 14 min. kar                                     |                 | 14 min. kar                                                                                             | Widzów: 3446 Sędzia główny: Marcus Linde Sędziowie liniowi: Ladislav Smetana |

| 4 września 2014 | Adler Mannheim | 3:1 | KalPa | SAP Arena, Mannheim |

| Szczegóły      | Szczegóły                                                            | Szczegóły       | Szczegóły             | Szczegóły                                                                    |
| -------------- | -------------------------------------------------------------------- | --------------- | --------------------- | ---------------------------------------------------------------------------- |
| Godzina: 19:30 | J. Rheault (PP) 14:57 G. Metropolit (EQ) 53:53 J. Rheault (EN) 59:00 | (1:0, 0:0, 2:0) | 48:32 (EQ) J. Riikola | Widzów: 5173 Sędzia główny: Lars Brüggemann Sędziowie liniowi: Tobias Wehrli |
| Godzina: 19:30 | 42 min. kar                                                          |                 | 38 mn. kar            | Widzów: 5173 Sędzia główny: Lars Brüggemann Sędziowie liniowi: Tobias Wehrli |

| 4 września 2014 | Sparta Praga | 5:4 | Växjö Lakers | Tipsport Arena, Praga |

| Szczegóły      | Szczegóły                                                                                               | Szczegóły       | Szczegóły                                                                         | Szczegóły                                                              |
| -------------- | --- | --------------- | --------------------------------------------------------------------------------- | ---------------------------------------------------------------------- |
| Godzina: 20:05 | A. Polášek (EQ) 24:13 L. Klimek (EQ) 26:17 D. Pribyl (EQ) 32:51 M. Réway (PP) 42:39 D. Volek (EQ) 44:00 | (0:0, 3:1, 2:3) | 34:15 (PP) T. Kallio 44:37 (EQ) P. Lundh 47:28 (EQ)L. Reddox 55:42 (EQ) L. Reddox | Widzów: 1985 Sędzia główny: Jan Hribik Sędziowie liniowi: Didier Massy |
| Godzina: 20:05 | 18 min. kar                                                                                             |                 | 24 min. kar                                                                       | Widzów: 1985 Sędzia główny: Jan Hribik Sędziowie liniowi: Didier Massy |

| 6 września 2014 | Adler Mannheim | 1:2 | Växjö Lakers | SAP Aréna, Mannheim |

| Szczegóły      | Szczegóły            | Szczegóły       | Szczegóły                                  | Szczegóły                                                                 |
| -------------- | -------------------- | --------------- | ------------------------------------------ | ------------------------------------------------------------------------- |
| Godzina: 14:35 | J. Tardif (PP) 04:29 | (1:0, 0:1, 0:1) | 24:41 (EQ) T. Laakso 46:34 (EQ) N. Johnson | Widzów: 5226 Sędzia główny: Stephan Bauer Sędziowie liniowi: Marc Wiegand |
| Godzina: 14:35 | 14 min. kar          |                 | 10 min. kar                                | Widzów: 5226 Sędzia główny: Stephan Bauer Sędziowie liniowi: Marc Wiegand |

| 6 września 2014 | Sparta Praga | 2:3 | KalPa | Tipsport Arena, Praga |

| Szczegóły      | Szczegóły                               | Szczegóły       | Szczegóły                                                          | Szczegóły                                                                    |
| -------------- | --------------------------------------- | --------------- | ------------------------------------------------------------------ | ---------------------------------------------------------------------------- |
| Godzina: 20:00 | J. Hlinka (EQ) 13:49 M.Réway (PP) 29:23 | (1:1, 1:2, 0:0) | 09:43 (EQ) J. Rissanen 24:21 (EQ) A. Ilomäki 32:27 (PP) A. Ilomäki | Widzów: 2038 Sędzia główny: Vladimir Baluska Sędziowie liniowi: Martin Frano |
| Godzina: 20:00 | 10 min. kar                             |                 | 12 min. kar                                                        | Widzów: 2038 Sędzia główny: Vladimir Baluska Sędziowie liniowi: Martin Frano |

| 23 września 2014 | Adler Mannheim | 3:2 pk. | Sparta Praga | Tipsport Arena, Praga |

| Szczegóły      | Szczegóły                                                     | Szczegóły                 | Szczegóły                              | Szczegóły                                                                       |
| -------------- | ------------------------------------------------------------- | ------------------------- | -------------------------------------- | ------------------------------------------------------------------------------- |
| Godzina: 19:30 | K. Hospelt (PP) 06:11 F. Mauer (EQ) 42:04 J. Hecht (PP) 60:40 | (1:0, 0:1, 1:1, 0:0, 1:0) | 23:52 (EQ) L. Pech 59:17 (EA) J. Mikuš | Widzów: 5466 Sędzia główny: Lars Brüggemann Sędziowie liniowi: Stefan Fonselius |
| Godzina: 19:30 | 8 min. kar                                                    |                           | 35 min. kar                            | Widzów: 5466 Sędzia główny: Lars Brüggemann Sędziowie liniowi: Stefan Fonselius |

| 24 września 2014 | Växjö Lakers | 2:1 | KalPa | Vida Arena, Växjö |

| Szczegóły      | Szczegóły                                     | Szczegóły       | Szczegóły             | Szczegóły                                                                   |
| -------------- | --------------------------------------------- | --------------- | --------------------- | --------------------------------------------------------------------------- |
| Godzina: 20:05 | T. Kiiskinen (EQ) 03:11 N. Johnson (PP) 22:02 | (1:0, 1:0, 0:1) | 50:37 (EQ) T. Kubalík | Widzów: 2327 Sędzia główny: Sören Persson Sędziowie liniowi: Shane Warschaw |
| Godzina: 20:05 | 8 min. kar                                    |                 | 4 min. kar            | Widzów: 2327 Sędzia główny: Sören Persson Sędziowie liniowi: Shane Warschaw |

| 7 października 2014 | KalPa | 1:3 | Växjö Lakers | Niiralan Monttu, Kuopio |

| Szczegóły      | Szczegóły              | Szczegóły       | Szczegóły                                                           | Szczegóły                                                                 |
| -------------- | ---------------------- | --------------- | ------------------------------------------------------------------- | ------------------------------------------------------------------------- |
| Godzina: 18:30 | M. Koivisto (PP) 39:51 | (0:3, 1:0, 0:0) | 06:54 (EQ) T. Kiiskinen 10:27 (EQ) N. Johnson 17:53 (EQ) E. Larsson | Widzów: 2646 Sędzia główny: Marcus Brill Sędziowie liniowi: Anssi Salonen |
| Godzina: 18:30 | 2 min. kar             |                 | 10 min. kar                                                         | Widzów: 2646 Sędzia główny: Marcus Brill Sędziowie liniowi: Anssi Salonen |

| 8 października 2014 | Sparta Praga | 6:3 | Adler Mannheim | Tipsport Arena, Praga |

| Szczegóły      | Szczegóły | Szczegóły       | Szczegóły                                                           | Szczegóły                                                                 |
| -------------- | --- | --------------- | ------------------------------------------------------------------- | ------------------------------------------------------------------------- |
| Godzina: 20:05 | M. Hrbas (PP) 04:13 M. Forman (PP) 25:24 L. Klimek (EQ) 39:18 P. Kumstát (EQ) 51:17 J. Buchtele (EN) 58:21 T. Rolinek (EN) 59:24 | (1:1, 2:1, 3:1) | 16:55 (EQ) G. Metropolit 20:20 (EQ) J. Tardif 57:24 (EA) B. Raymond | Widzów: 2448 Sędzia główny: Jan Hribik Sędziowie liniowi: Mikael Sjöqvist |
| Godzina: 20:05 | 6 min. kar |                 | 10 min. kar                                                         | Widzów: 2448 Sędzia główny: Jan Hribik Sędziowie liniowi: Mikael Sjöqvist |

### Grupa H
Tabela
| Lp. | Zespół          | M | Pkt | Z | Zd | Pd | P | G+ | G- | +/- |
| --- | --------------- | - | --- | - | -- | -- | - | -- | -- | --- |
| 1   | SaiPa           | 6 | 14  | 4 | 1  | 0  | 1 | 18 | 11 | +7  |
| 2   | EV Zug          | 6 | 10  | 3 | 1  | 1  | 2 | 14 | 14 | 0   |
| 3   | Vítkovice Steel | 6 | 6   | 1 | 1  | 1  | 3 | 18 | 20 | -2  |
| 4   | ERC Ingolstadt  | 6 | 6   | 1 | 1  | 1  | 3 | 16 | 21 | -5  |

Wyniki
| 21 sierpnia 2014 | Vítkovice Steel | 5:1 | ERC Ingolstadt | ČEZ Aréna, Ostrawa |

| Szczegóły      | Szczegóły                                                                                                  | Szczegóły       | Szczegóły                 | Szczegóły                                                            |
| -------------- | --- | --------------- | ------------------------- | -------------------------------------------------------------------- |
| Godzina: 17:00 | P. Zdráhal (PP) 27:52 P. Húževka (PP) 28:46 R. Stehlík (EQ) 48:03 J. Kana (EQ) 50:35 P. Zdráhal (EQ) 54:16 | (0:0, 2:1, 3:0) | 43:25 (EQ) M. Schmidpeter | Widzów: 3398 Sędzia główny: Daniel Konc Sędziowie liniowi: Robni Šir |
| Godzina: 17:00 | 6 min. kar                                                                                                 |                 | 22 min. kar               | Widzów: 3398 Sędzia główny: Daniel Konc Sędziowie liniowi: Robni Šir |

| 21 sierpnia 2014 | EV Zug | 1:2 | SaiPa | Bossard Arena, Zug |

| Szczegóły      | Szczegóły          | Szczegóły       | Szczegóły                                       | Szczegóły                                                                    |
| -------------- | ------------------ | --------------- | ----------------------------------------------- | ---------------------------------------------------------------------------- |
| Godzina: 19:45 | R. Earl (PP) 15:26 | (1:1, 0:1, 0:0) | 11:42 (PP) D. McIntyre 25:21 (EQ) S. Venäläinen | Widzów: 2818 Sędzia główny: Mikael Nord Sędziowie liniowi: Marcus Vinnerborg |
| Godzina: 19:45 | 10 min. kar        |                 | 12 min. kar                                     | Widzów: 2818 Sędzia główny: Mikael Nord Sędziowie liniowi: Marcus Vinnerborg |

| 23 sierpnia 2014 | Vítkovice Steel | 2:5 | EV Zug | ČEZ Aréna, Ostrawa |

| Szczegóły      | Szczegóły                                   | Szczegóły       | Szczegóły                                                                                                  | Szczegóły                                                                   |
| -------------- | ------------------------------------------- | --------------- | --- | --------------------------------------------------------------------------- |
| Godzina: 17:00 | P. Húževka (EQ) 43:41 P. Húževka (EQ) 56:32 | (0:0, 0:2, 2:3) | 32:52 (PP) R. Earl 37:34 (SH) T. Ramholt 42:32 (EQ) F. Sutter 45:54 (SH) R. Grossmann 59:20 (EN) J. Holden | Widzów: 3186 Sędzia główny: Vladimir Baluska Sędziowie liniowi: Rene Hradil |
| Godzina: 17:00 | 10 min. kar                                 |                 | 16 min. kar                                                                                                | Widzów: 3186 Sędzia główny: Vladimir Baluska Sędziowie liniowi: Rene Hradil |

| 23 sierpnia 2014 | ERC Ingolstadt | 4:1 | SaiPa | Saturn Arena, Ingolstadt |

| Szczegóły      | Szczegóły                                                                                     | Szczegóły       | Szczegóły             | Szczegóły                                                                |
| -------------- | --------------------------------------------------------------------------------------------- | --------------- | --------------------- | ------------------------------------------------------------------------ |
| Godzina: 17:45 | A. Brocklehurst (EQ) 10:10 J. Szwez (EQ) 23:02 R. MacMurchy (EQ) 32:21 P. Köppchen (EQ) 44:44 | (1:0, 2:1, 1:0) | 33:21 (EQ) B. Salcido | Widzów: 1566 Sędzia główny: Stephan Bauer Sędziowie liniowi: Pavel Hodek |
| Godzina: 17:45 | 40 min. kar                                                                                   |                 | 28 min. kar           | Widzów: 1566 Sędzia główny: Stephan Bauer Sędziowie liniowi: Pavel Hodek |

| 4 września 2014 | SaiPa | 4:3 pk | Vítkovice Steel | Kisapuisto, Lappeenranta |

| Szczegóły      | Szczegóły                                                                                | Szczegóły       | Szczegóły                                                   | Szczegóły                                                                    |
| -------------- | ---------------------------------------------------------------------------------------- | --------------- | ----------------------------------------------------------- | ---------------------------------------------------------------------------- |
| Godzina: 18:30 | M. Järvinen (EQ) 28:35 D. Spina (PP) 43:54 I. Pitkänen (EQ) 46:14 M. Järvinen (SO) 65:00 | (0:0, 1:2, 2:1) | 33:38 (PP) V. Svacina 35:26 (EQ) J. Kana 56:06 (EQ) J. Kana | Widzów: 3050 Sędzia główny: Jukka Hakkarainen Sędziowie liniowi: Mikael Holm |
| Godzina: 18:30 | 12 min. kar                                                                              |                 | 22 min. kar                                                 | Widzów: 3050 Sędzia główny: Jukka Hakkarainen Sędziowie liniowi: Mikael Holm |

| 4 września 2014 | EV Zug | 3:2 | ERC Ingolstadt | Bossard Arena, Zug |

| Szczegóły      | Szczegóły                                                         | Szczegóły       | Szczegóły                                | Szczegóły                                                                   |
| -------------- | ----------------------------------------------------------------- | --------------- | ---------------------------------------- | --------------------------------------------------------------------------- |
| Godzina: 19:45 | B. Christen (PP) 11:20 J. Holden (EQ) 12:01 T. Ramholt (EQ) 20:56 | (2:1, 1:0, 0:1) | 17:40 (EQ) Ch. Gawlik 46:49 (PP) B. Buck | Widzów: 2607 Sędzia główny: Stefan Eichmann Sędziowie liniowi: Martin Frano |
| Godzina: 19:45 | 6 min. kar                                                        |                 | 8 min. kar                               | Widzów: 2607 Sędzia główny: Stefan Eichmann Sędziowie liniowi: Martin Frano |

| 6 września 2014 | SaiPa | 5:2 | ERC Ingolstadt | Kisapuisto, Lappeenranta |

| Szczegóły      | Szczegóły                                                                                                   | Szczegóły       | Szczegóły                             | Szczegóły                                                                        |
| -------------- | --- | --------------- | ------------------------------------- | -------------------------------------------------------------------------------- |
| Godzina: 16:00 | T. Leivo (EQ) 08:58 D. Spina (EQ) 10:22 D. McIntyre (PP) 24:14 V. Hämäläinen (EQ) 34:31 D. Spina (PP) 53:43 | (2:1, 2:1, 1:0) | 19:03 (PP) B. Buck 25:46 (EQ) J. Ross | Widzów: 3068 Sędzia główny: Jari-Pekka Pajula Sędziowie liniowi: Vladimir Pesina |
| Godzina: 16:00 | 10 min. kar                                                                                                 |                 | 20 min. kar                           | Widzów: 3068 Sędzia główny: Jari-Pekka Pajula Sędziowie liniowi: Vladimir Pesina |

| 6 września 2014 | EV Zug | 3:2 | Vítkovice Steel | Bossard Arena, Zug |

| Szczegóły      | Szczegóły                                                                 | Szczegóły       | Szczegóły                               | Szczegóły                                                                    |
| -------------- | ------------------------------------------------------------------------- | --------------- | --------------------------------------- | ---------------------------------------------------------------------------- |
| Godzina: 19:45 | P.-M. Bouchard (EQ) 05:13 D. Sondell (EQ) 13:43 P.-M. Bouchard (PP) 40:36 | (2:0, 0:1, 1:1) | 33:10 (PP) R. Huna 56:03 (EQ) M. Vandas | Widzów: 3256 Sędzia główny: Lars Brüggemann Sędziowie liniowi: Tobias Wehrli |
| Godzina: 19:45 | 12 min. kar                                                               |                 | 8 min. kar                              | Widzów: 3256 Sędzia główny: Lars Brüggemann Sędziowie liniowi: Tobias Wehrli |

| 23 września 2014 | SaiPa | 3:0 | EV Zug | Kisapuisto, Lappeenranta |

| Szczegóły      | Szczegóły                                                                 | Szczegóły       | Szczegóły   | Szczegóły                                                                    |
| -------------- | ------------------------------------------------------------------------- | --------------- | ----------- | ---------------------------------------------------------------------------- |
| Godzina: 18:30 | J. Mankinen (EQ) 06:14 L. Lappalainen (EQ) 19:45 S.-P. Riikola (PP) 30:32 | (2:0, 1:0, 0:0) |             | Widzów: 3044 Sędzia główny: Mikael Nord Sędziowie liniowi: Jari-Pekka Pajula |
| Godzina: 18:30 | 33 min. kar                                                               |                 | 35 min. kar | Widzów: 3044 Sędzia główny: Mikael Nord Sędziowie liniowi: Jari-Pekka Pajula |

| 23 września 2014 | ERC Ingolstadt | 4:5 pk | Vítkovice Steel | Saturn Arena, Ingolstadt |

| Szczegóły      | Szczegóły                                                                                | Szczegóły       | Szczegóły                                                                                              | Szczegóły                                                                     |
| -------------- | ---------------------------------------------------------------------------------------- | --------------- | --- | ----------------------------------------------------------------------------- |
| Godzina: 19:30 | M. Davidek (EQ) 20:59 P. Taticek (EQ) 36:31 M. Davidek (EQ) 47:34 J. Ross (PP, EA) 59:59 | (0:2, 2:1, 2:1) | 08:03 (EQ) M. Hlinka 13:01 (PP) L. Klok 31:20 (PP) P. Ceresnak 54:30 (PP) R. Huna 65:00 (SO) M. Vandas | Widzów: 1146 Sędzia główny: Robert Mullner Sędziowie liniowi: Gordon Schukies |
| Godzina: 19:30 | 10 min. kar                                                                              |                 | 6 min. kar                                                                                             | Widzów: 1146 Sędzia główny: Robert Mullner Sędziowie liniowi: Gordon Schukies |

| 7 października 2014 | Vítkovice Steel | 1:3 | SaiPa | ČEZ Aréna, Ostrawa |

| Szczegóły      | Szczegóły          | Szczegóły       | Szczegóły                                                         | Szczegóły                                                                 |
| -------------- | ------------------ | --------------- | ----------------------------------------------------------------- | ------------------------------------------------------------------------- |
| Godzina: 17:00 | R. Huna (PP) 29:35 | (0:0, 1:0, 0:3) | 52:22 (EQ) R. Ahonen 54:59 (PP) D. Spina 59:38 (SH, EN) R. Ahonen | Widzów: 3102 Sędzia główny: Robin Sir Sędziowie liniowi: Ladislav Smetana |
| Godzina: 17:00 | 12 min. kar        |                 | 14 min. kar                                                       | Widzów: 3102 Sędzia główny: Robin Sir Sędziowie liniowi: Ladislav Smetana |

| 7 października 2014 | ERC Ingolstadt | 3:2 pd. | EV Zug | Saturn Arena, Ingolstadt |

| Szczegóły      | Szczegóły                                                       | Szczegóły            | Szczegóły                                 | Szczegóły                                                                   |
| -------------- | --------------------------------------------------------------- | -------------------- | ----------------------------------------- | --------------------------------------------------------------------------- |
| Godzina: 19:30 | J. Szwez (EQ) 23:20 P. Tatíček (EQ) 25:53 P. Tatíček (EQ) 60:29 | (0:0, 2:0, 0:2, 1:0) | 45:08 (EQ) F. Sutter 47:06 (PN) J. Holden | Widzów: 954 Sędzia główny: Rene Hradil Sędziowie liniowi: Daniel Piechaczek |
| Godzina: 19:30 | 4 min. kar                                                      |                      | 12 min. kar                               | Widzów: 954 Sędzia główny: Rene Hradil Sędziowie liniowi: Daniel Piechaczek |

### Grupa I
Tabela
| Lp. | Zespół            | M | Pkt | Z | Zd | Pd | P | G+ | G- | +/- |
| --- | ----------------- | - | --- | - | -- | -- | - | -- | -- | --- |
| 1   | Red Bull Salzburg | 6 | 15  | 5 | 0  | 0  | 1 | 23 | 8  | +15 |
| 2   | JYP Jyväskylä     | 6 | 13  | 3 | 2  | 0  | 1 | 15 | 11 | +4  |
| 3   | HV71              | 6 | 8   | 2 | 1  | 0  | 3 | 15 | 17 | -2  |
| 4   | Kloten Flyers     | 6 | 1   | 0 | 0  | 1  | 5 | 5  | 22 | -17 |

Wyniki
| 22 sierpnia 2014 | JYP Jyväskylä | 3:2 | Red Bull Salzburg | Synergia-areena, Jyväskylä |

| Szczegóły      | Szczegóły                                                       | Szczegóły       | Szczegóły                               | Szczegóły                                                                  |
| -------------- | --------------------------------------------------------------- | --------------- | --------------------------------------- | -------------------------------------------------------------------------- |
| Godzina: 18:30 | M. Salmio (EQ) 04:10 E. Perrin (PP) 19:12 P. Hubáček (PS) 20:18 | (2:0, 1:1, 0:1) | 32:22 (SH) T. Raffl 58:15 (EQ) B. Fahey | Widzów: 1971 Sędzia główny: Timo Metsala Sędziowie liniowi: Patrik Sjöberg |
| Godzina: 18:30 | 14 min. kar                                                     |                 | 8 min. kar                              | Widzów: 1971 Sędzia główny: Timo Metsala Sędziowie liniowi: Patrik Sjöberg |

| 22 sierpnia 2014 | HV71 | 3:2 | Kloten Flyers | Kinnarps Arena, Jönköping |

| Szczegóły      | Szczegóły                                                                | Szczegóły       | Szczegóły                                   | Szczegóły                                                              |
| -------------- | ------------------------------------------------------------------------ | --------------- | ------------------------------------------- | ---------------------------------------------------------------------- |
| Godzina: 20:05 | E. Christensen (PP) 11:43 E. Christensen (PP) 38:38 A. Jämtin (PP) 51:37 | (1:0, 1:1, 1:1) | 23:04 (EQ) V. Praplan 52:51 (EQ) V. Praplan | Widzów: 2873 Sędzia główny: Antti Boman Sędziowie liniowi: Mikael Holm |
| Godzina: 20:05 | 33 min. kar                                                              |                 | 34 min. kar                                 | Widzów: 2873 Sędzia główny: Antti Boman Sędziowie liniowi: Mikael Holm |

| 24 sierpnia 2014 | HV71 | 3:5 | Red Bull Salzburg | Kinnarps Arena, Jönköping |

| Szczegóły      | Szczegóły                                                             | Szczegóły       | Szczegóły                                                                                               | Szczegóły                                                                   |
| -------------- | --------------------------------------------------------------------- | --------------- | --- | --------------------------------------------------------------------------- |
| Godzina: 14:35 | C. Thörngren (EQ) 14:25 B. Melin (PP) 40:30 E. Christensen (PP) 46:46 | (1:1, 0:1, 2:3) | 05:03 (EQ) A. Cijan 21:39 (PP) B. Fahey 52:24 (EQ) B. Walter 55:40 (PP) B. Walter 58:43 (PP) D. Meckler | Widzów: 3243 Sędzia główny: Stefan Fonselius Sędziowie liniowi: Mikael Holm |
| Godzina: 14:35 | 12 min. kar                                                           |                 | 40 min. kar                                                                                             | Widzów: 3243 Sędzia główny: Stefan Fonselius Sędziowie liniowi: Mikael Holm |

| 24 sierpnia 2014 | JYP Jyväskylä | 2:0 | Kloten Flyers | Synergia-areena, Jyväskylä |

| Szczegóły      | Szczegóły                                  | Szczegóły       | Szczegóły   | Szczegóły                                                                         |
| -------------- | ------------------------------------------ | --------------- | ----------- | --------------------------------------------------------------------------------- |
| Godzina: 16:00 | M. Mäenpää (PP) 02:36 E. Perrin (PP) 35:32 | (1:0, 1:0, 0:0) |             | Widzów: 1838 Sędzia główny: Thomas Andersson Sędziowie liniowi: Jari-Pekka Pajula |
| Godzina: 16:00 | 10 min. kar                                |                 | 10 min. kar | Widzów: 1838 Sędzia główny: Thomas Andersson Sędziowie liniowi: Jari-Pekka Pajula |

| 5 września 2014 | Red Bull Salzburg | 4:0 | JYP Jyväskylä | Eisarena, Salzburg |

| Szczegóły      | Szczegóły                                                                                | Szczegóły       | Szczegóły   | Szczegóły                                                                   |
| -------------- | ---------------------------------------------------------------------------------------- | --------------- | ----------- | --------------------------------------------------------------------------- |
| Godzina: 19:30 | Z. Kutlák (EQ) 04:28 M. Trattnig (PP) 29:43 B. Sterling (PP) 51:57 D. Meckler (PP) 59:02 | (1:0, 1:0, 2:0) |             | Widzów: 2100 Sędzia główny: Igor Dremelj Sędziowie liniowi: Marian Rohatsch |
| Godzina: 19:30 | 14 min. kar                                                                              |                 | 20 min. kar | Widzów: 2100 Sędzia główny: Igor Dremelj Sędziowie liniowi: Marian Rohatsch |

| 5 września 2014 | Kloten Flyers | 0:5 | HV71 | Kolping Arena, Kloten |

| Szczegóły      | Szczegóły   | Szczegóły       | Szczegóły                                                                                                   | Szczegóły                                                                |
| -------------- | ----------- | --------------- | --- | ------------------------------------------------------------------------ |
| Godzina: 19:45 |             | (0:2, 0:2, 0:1) | 00:24 (EQ) M. Nilson 11:47 (PP) P. Carlsson 36:57 (PP) M. Nilson 38:31 (PP) T. Brithén 56:09 (EQ) M. Nilson | Widzów: 1355 Sędzia główny: Martin Frano Sędziowie liniowi: Andreas Kock |
| Godzina: 19:45 | 37 min. kar |                 | 16 min. kar                                                                                                 | Widzów: 1355 Sędzia główny: Martin Frano Sędziowie liniowi: Andreas Kock |

| 7 września 2014 | Kloten Flyers | 2:3 pd. | JYP Jyväskylä | Kolping Arena, Kloten |

| Szczegóły      | Szczegóły                                  | Szczegóły            | Szczegóły                                                          | Szczegóły                                                              |
| -------------- | ------------------------------------------ | -------------------- | ------------------------------------------------------------------ | ---------------------------------------------------------------------- |
| Godzina: 15:45 | M. Dupont (PP) 07:52 V. Praplan (EQ) 12:20 | (2:0, 0:1, 0:1, 0:1) | 25:07 (EA) A.-P Jaatinen 46:51 (PP) M. Luoma 61:27 (EQ) A. Salonen | Widzów: 951 Sędzia główny: Jan Hribik Sędziowie liniowi: Tobias Wehrli |
| Godzina: 15:45 | 14 min. kar                                |                      | 10 min. kar                                                        | Widzów: 951 Sędzia główny: Jan Hribik Sędziowie liniowi: Tobias Wehrli |

| 7 września 2014 | Red Bull Salzburg | 3:1 | HV71 | Eisarena, Salzburg |

| Szczegóły      | Szczegóły                                                   | Szczegóły       | Szczegóły             | Szczegóły                                                                       |
| -------------- | ----------------------------------------------------------- | --------------- | --------------------- | ------------------------------------------------------------------------------- |
| Godzina: 17:45 | T. Raffl (EQ) 04:41 B. Fahey (PP) 47:55 B. Fahey (PP) 51:37 | (1:0, 0:1, 2:0) | 29:08 (PP) T. Brithén | Widzów: 1911 Sędzia główny: Manuel Nikolic Sędziowie liniowi: Daniel Piechaczek |
| Godzina: 17:45 | 26 min. kar                                                 |                 | 30 min. kar           | Widzów: 1911 Sędzia główny: Manuel Nikolic Sędziowie liniowi: Daniel Piechaczek |

| 23 września 2014 | JYP Jyväskylä | 4:3 pk. | HV71 | Synergia-areena, Jyväskylä |

| Szczegóły      | Szczegóły                                                                                    | Szczegóły                 | Szczegóły                                                          | Szczegóły                                                                |
| -------------- | -------------------------------------------------------------------------------------------- | ------------------------- | ------------------------------------------------------------------ | ------------------------------------------------------------------------ |
| Godzina: 18:30 | A. Löfman (EQ) 01:08 J. Tuppurainen (EQ) 08:32 V. Kemiläinen (PP) 52:05 E. Perrin (SO) 65:00 | (2:0, 0:2, 1:1, 0:0, 1:0) | 29:02 (PP) M. Karlsson 35:40 (PP) T. Brithén 53:55 (PP) T. Brithén | Widzów: 1910 Sędzia główny: Jan Hribik Sędziowie liniowi: Aleksi Rantala |
| Godzina: 18:30 | 12 min. kar                                                                                  |                           | 10 min. kar                                                        | Widzów: 1910 Sędzia główny: Jan Hribik Sędziowie liniowi: Aleksi Rantala |

| 23 września 2014 | Kloten Flyers | 0:2 | Red Bull Salzburg | Kolping Arena, Kloten |

| Szczegóły      | Szczegóły   | Szczegóły       | Szczegóły                                    | Szczegóły                                                                  |
| -------------- | ----------- | --------------- | -------------------------------------------- | -------------------------------------------------------------------------- |
| Godzina: 19:45 |             | (0:0, 0:0, 0:2) | 47:22 (PP) B. Sterling 59:30 (EN) D. Meckler | Widzów: 1117 Sędzia główny: Danny Kurmann Sędziowie liniowi: Jurij Oskirko |
| Godzina: 19:45 | 10 min. kar |                 | 12 min. kar                                  | Widzów: 1117 Sędzia główny: Danny Kurmann Sędziowie liniowi: Jurij Oskirko |

| 7 października 2014 | Red Bull Salzburg | 7:1 | Kloten Flyers | Eisarena, Salzburg |

| Szczegóły      | Szczegóły | Szczegóły       | Szczegóły            | Szczegóły                                                                    |
| -------------- | --- | --------------- | -------------------- | ---------------------------------------------------------------------------- |
| Godzina: 19:30 | K. Beach (EQ) 02:55 T. Raffl (EQ) 04:18 A. Pallestrang (EQ) 16:35 T. Raffl (SH) 23:13 B. Sterling (EQ) 24:42 B. Walter (EQ) 56:40 M. Trattnig (PP) 57:52 | (3:1, 2:0, 2:0) | 14:53 (EQ) C. Casutt | Widzów: 1860 Sędzia główny: Robert Mullner Sędziowie liniowi: Shane Warschaw |
| Godzina: 19:30 | 4 min. kar |                 | 20 min. kar          | Widzów: 1860 Sędzia główny: Robert Mullner Sędziowie liniowi: Shane Warschaw |

| 7 października 2014 | HV71 | 0:3 | JYP Jyväskylä | Kinnarps Arena, Jönköping |

| Szczegóły      | Szczegóły   | Szczegóły       | Szczegóły                                                       | Szczegóły                                                                  |
| -------------- | ----------- | --------------- | --------------------------------------------------------------- | -------------------------------------------------------------------------- |
| Godzina: 20:05 |             | (0:0, 0:3, 0:0) | 28:32 (PP) E. Perrin 34:34 (EQ) T. Pihlman 38:35 (EQ) J. Ikonen | Widzów: 1033 Sędzia główny: Wolmer Edqvist Sędziowie liniowi: Marc Wiegand |
| Godzina: 20:05 | 16 min. kar |                 | 10 min. kar                                                     | Widzów: 1033 Sędzia główny: Wolmer Edqvist Sędziowie liniowi: Marc Wiegand |

### Grupa J
Tabela
| Lp. | Zespół           | M | Pkt | Z | Zd | Pd | P | G+ | G- | +/- |
| --- | ---------------- | - | --- | - | -- | -- | - | -- | -- | --- |
| 1   | Skellefteå AIK   | 6 | 15  | 5 | 0  | 0  | 1 | 20 | 8  | +12 |
| 2   | HIFK             | 6 | 14  | 4 | 1  | 0  | 1 | 31 | 15 | +16 |
| 3   | SønderjyskE      | 6 | 4   | 1 | 0  | 1  | 4 | 15 | 31 | -16 |
| 4   | Krefeld Pinguine | 6 | 3   | 1 | 0  | 0  | 5 | 13 | 25 | -12 |

Wyniki
| 21 sierpnia 2014 | Krefeld Pinguine | 1:2 | Skellefteå | König Palast, Krefeld |

| Szczegóły      | Szczegóły               | Szczegóły       | Szczegóły                                      | Szczegóły                                                                        |
| -------------- | ----------------------- | --------------- | ---------------------------------------------- | -------------------------------------------------------------------------------- |
| Godzina: 19:30 | H. Vasiļjevs (PP) 07:58 | (1:0, 0:1, 0:1) | 21:20 (EQ) E. Forssell 49:08 (EQ) E. Andersson | Widzów: 3307 Sędzia główny: Petri Lindqvist Sędziowie liniowi: Daniel Piechaczek |
| Godzina: 19:30 | 26 min. kar             |                 | 22 min. kar                                    | Widzów: 3307 Sędzia główny: Petri Lindqvist Sędziowie liniowi: Daniel Piechaczek |

| 21 sierpnia 2014 | SønderjyskE | 4:5 pk. | HIFK | SE Arena, Vojens |

| Szczegóły      | Szczegóły                                                                                         | Szczegóły                 | Szczegóły | Szczegóły                                                                 |
| -------------- | ------------------------------------------------------------------------------------------------- | ------------------------- | --- | ------------------------------------------------------------------------- |
| Godzina: 20:00 | A. Overmark Larsen (EQ) 05:13 P. Asselin (PP) 07:10 P. Asselin (PP) 17:16 K. Lykkeskov (EQ) 24:28 | (3:0, 1:2, 0:2, 0:0, 0:1) | 21:39 (SH) J. Ikonen 30:23 (PP) L. Taipalus 40:18 (PP) R. Leino 59:02 (EQ) L. Taipalus 65:00 (PS) T. Záborský | Widzów: 1826 Sędzia główny: Marcus Brill Sędziowie liniowi: Jacob Grumsen |
| Godzina: 20:00 | 14 min. kar                                                                                       |                           | 12 min. kar                                                                                                   | Widzów: 1826 Sędzia główny: Marcus Brill Sędziowie liniowi: Jacob Grumsen |

| 23 sierpnia 2014 | SønderjyskE | 1:4 | Skellefteå | SE Arena, Vojens |

| Szczegóły      | Szczegóły             | Szczegóły       | Szczegóły                                                                                | Szczegóły                                                             |
| -------------- | --------------------- | --------------- | ---------------------------------------------------------------------------------------- | --------------------------------------------------------------------- |
| Godzina: 17:05 | P. Asselin (EQ) 44:20 | (0:2, 0:1, 1:1) | 00:27 (PP) E. Forssell 03:30 (EQ) E. Forssell 33:38 (EQ) E. Forssell 52:28 (EQ) A. Calof | Widzów: 1826 Sędzia główny: Jan Bigum Sędziowie liniowi: Marcus Brill |
| Godzina: 17:05 | 43 min. kar           |                 | 12 min. kar                                                                              | Widzów: 1826 Sędzia główny: Jan Bigum Sędziowie liniowi: Marcus Brill |

| 23 sierpnia 2014 | Krefeld Pinguine | 3:5 | HIFK | König Palast, Krefeld |

| Szczegóły      | Szczegóły                                                               | Szczegóły       | Szczegóły | Szczegóły                                                                   |
| -------------- | ----------------------------------------------------------------------- | --------------- | --- | --------------------------------------------------------------------------- |
| Godzina: 17:45 | D. Fischer (PP) 10:23 A. Courchaine (EQ) 21:23 N. St. Pierre (EQ) 41:08 | (1:0, 1:1, 1:4) | 34:30 (PP) M. Kuparinen 42:42 (EQ) R. Leino 46:46 (PP) M. Kuparinen 52:59 (EQ) M. Partanen 58:55 (EN) A. Luttinen | Widzów: 3805 Sędzia główny: Bastian Haupt Sędziowie liniowi: Manuel Nikolic |
| Godzina: 17:45 | 24 min. kar                                                             |                 | 16 min. kar | Widzów: 3805 Sędzia główny: Bastian Haupt Sędziowie liniowi: Manuel Nikolic |

| 4 września 2014 | HIFK | 6:1 | Krefeld Pinguine | Helsingin jäähalli, Helsinki |

| Szczegóły      | Szczegóły | Szczegóły       | Szczegóły                 | Szczegóły                                                                        |
| -------------- | --- | --------------- | ------------------------- | -------------------------------------------------------------------------------- |
| Godzina: 18:30 | J. Ikonen (EQ) 06:34 M. Partanen (EQ) 10:29 T. Ramstedt (EQ) 26:16 M. Partanen (EQ) 39:52 D. Grillfors (EQ) 47:04 S. Blomqvist (Q) 59:10 | (2:0, 2:1, 2:0) | 21:44 (EQ) M. Schymainski | Widzów: 3923 Sędzia główny: Jari-Pekka Pajula Sędziowie liniowi: Vladimir Pesina |
| Godzina: 18:30 | 8 min. kar |                 | 14 min. kar               | Widzów: 3923 Sędzia główny: Jari-Pekka Pajula Sędziowie liniowi: Vladimir Pesina |

| 4 września 2014 | Skellefteå | 4:1 | SønderjyskE | Skellefteå Kraft Arena, Skellefteå |

| Szczegóły      | Szczegóły                                                                                  | Szczegóły       | Szczegóły             | Szczegóły                                                               |
| -------------- | ------------------------------------------------------------------------------------------ | --------------- | --------------------- | ----------------------------------------------------------------------- |
| Godzina: 20:05 | P. Zackrisson (PP) 13:05 J. Norman (EQ) 25:16 J. Norman (EQ) 54:33 O. Sundqvist (EN) 58:46 | (1:0, 1:1, 2:0) | 24:07 (EQ) P. Asselin | Widzów: 3020 Sędzia główny: Timo Metsala Sędziowie liniowi: Mikael Nord |
| Godzina: 20:05 | 31 min. kar                                                                                |                 | 12 min. kar           | Widzów: 3020 Sędzia główny: Timo Metsala Sędziowie liniowi: Mikael Nord |

| 6 września 2014 | Skellefteå | 4:0 | Krefeld Pinguine | Skellefteå Kraft Arena, Skellefteå |

| Szczegóły      | Szczegóły                                                                                     | Szczegóły       | Szczegóły   | Szczegóły                                                                  |
| -------------- | --------------------------------------------------------------------------------------------- | --------------- | ----------- | -------------------------------------------------------------------------- |
| Godzina: 14:35 | P. Petterström (PP) 07:04 E. Forssell (EQ) 07:59 J. Norman (EQ) 23:46 O. Sundqvist (PP) 54:42 | (2:0, 1:0, 1:0) |             | Widzów: 3004 Sędzia główny: Tobias Björk Sędziowie liniowi: Aleksi Rantala |
| Godzina: 14:35 | 16 min. kar                                                                                   |                 | 84 min. kar | Widzów: 3004 Sędzia główny: Tobias Björk Sędziowie liniowi: Aleksi Rantala |

| 6 września 2014 | HIFK | 10:1 | SønderjyskE | Helsingin jäähalli, Helsinki |

| Szczegóły      | Szczegóły | Szczegóły       | Szczegóły            | Szczegóły                                                                   |
| -------------- | --- | --------------- | -------------------- | --------------------------------------------------------------------------- |
| Godzina: 16:00 | M. Partanen (EQ) 00:33 J. Rask (EQ) 06:02 T. Ramstedt (SH) 11:39 T. Záborský (EQ) 14:31 M. Kuparinen (PP) 24:08 R. Leino (EQ) 25:34 T. Záborský (EQ) 26:47 T. Nykopp (PP) 35:40 M. Partanen (EQ) 49:58 A. Luttinen (EQ) 58:56 | (4:0, 4:1, 2:0) | 38:20 (SH) N. Dineen | Widzów: 3105 Sędzia główny: Stefan Fonselius Sędziowie liniowi: Pavel Hodek |
| Godzina: 16:00 | 10 min. kar |                 | 28 min. kar          | Widzów: 3105 Sędzia główny: Stefan Fonselius Sędziowie liniowi: Pavel Hodek |

| 24 września 2014 | Krefeld Pinguine | 3:4 | SønderjyskE | König Palast, Krefeld |

| Szczegóły      | Szczegóły                                                              | Szczegóły       | Szczegóły                                                                                | Szczegóły                                                                     |
| -------------- | ---------------------------------------------------------------------- | --------------- | ---------------------------------------------------------------------------------------- | ----------------------------------------------------------------------------- |
| Godzina: 19:30 | A. Courchaine (PP) 05:16 A. Courchaine (PP) 09:36 N. Hauner (PP) 45:00 | (2:1, 0:0, 1:3) | 10:16 (EQ) T. Spelling 45:33 (EQ) M. O. Lund 53:10 (PP) T. Gotto 54:54 (EQ) K. Lykkeskov | Widzów: 2024 Sędzia główny: Stefan Fonselius Sędziowie liniowi: Bastian Haupt |
| Godzina: 19:30 | 6 min. kar                                                             |                 | 10 min. kar                                                                              | Widzów: 2024 Sędzia główny: Stefan Fonselius Sędziowie liniowi: Bastian Haupt |

| 24 września 2014 | Skellefteå | 3:0 | HIFK | Skellefteå Kraft Arena, Skellefteå |

| Szczegóły      | Szczegóły                                                        | Szczegóły       | Szczegóły   | Szczegóły                                                                |
| -------------- | ---------------------------------------------------------------- | --------------- | ----------- | ------------------------------------------------------------------------ |
| Godzina: 20:05 | D. Widing (PP) 26:24 D. Widing (EQ) 38:25 A. Lindholm (EQ) 58:05 | (0:0, 2:0, 1:0) |             | Widzów: 2812 Sędzia główny: Mikael Holm Sędziowie liniowi: Tobias Wehrli |
| Godzina: 20:05 | 2 min. kar                                                       |                 | 10 min. kar | Widzów: 2812 Sędzia główny: Mikael Holm Sędziowie liniowi: Tobias Wehrli |

| 7 października 2014 | HIFK | 5:3 | Skellefteå | Helsingin jäähalli, Helsinki |

| Szczegóły      | Szczegóły | Szczegóły       | Szczegóły                                                      | Szczegóły                                                                     |
| -------------- | --- | --------------- | -------------------------------------------------------------- | ----------------------------------------------------------------------------- |
| Godzina: 18:30 | C. Elkins (EQ) 03:57 C. Elkins (EQ) 14:06 J. Ikonen (EQ) 34:05 M. Partanen (EQ) 51:44 C. Elkins (SH, EN) 59:56 | (2:1, 1:0, 2:2) | 03:19 (PP) A. Öhman 57:49 (EQ) A. Calof 59:29 (EA) M. Lehtonen | Widzów: 3083 Sędzia główny: Aleksi Rantala Sędziowie liniowi: Gordon Schukies |
| Godzina: 18:30 | 6 min. kar |                 | 4 min. kar                                                     | Widzów: 3083 Sędzia główny: Aleksi Rantala Sędziowie liniowi: Gordon Schukies |

| 7 października 2014 | SønderjyskE | 4:5 | Krefeld Pinguine | SE Arena, Vojens |

| Szczegóły      | Szczegóły                                                                                | Szczegóły       | Szczegóły | Szczegóły                                                                     |
| -------------- | ---------------------------------------------------------------------------------------- | --------------- | --- | ----------------------------------------------------------------------------- |
| Godzina: 19:30 | P. Asselin (EQ) 29:11 P. Asselin (PP) 39:17 T. Spelling (EQ) 39:47 P. Asselin (PP) 49:51 | (0:2, 3:1, 1:2) | 04:28 (PP) D. Pietta 12:01 (EQ) H. Vasiļjevs 37:49 (EQ) A. Courchaine 47:25 (EQ) I. Sofron 57:48 (EQ) N. Hauner | Widzów: 2021 Sędzia główny: Stefan Fonselius Sędziowie liniowi: Jacob Grumsen |
| Godzina: 19:30 | 8 min. kar                                                                               |                 | 12 min. kar | Widzów: 2021 Sędzia główny: Stefan Fonselius Sędziowie liniowi: Jacob Grumsen |

### Grupa K
Tabela
| Lp. | Zespół              | M | Pkt | Z | Zd | Pd | P | G+ | G- | +/- |
| --- | ------------------- | - | --- | - | -- | -- | - | -- | -- | --- |
| 1   | Lukko               | 6 | 15  | 5 | 0  | 0  | 1 | 21 | 7  | +14 |
| 2   | Luleå HF            | 6 | 15  | 5 | 0  | 0  | 1 | 32 | 6  | +26 |
| 4   | Hamburg Freezers    | 6 | 3   | 1 | 0  | 0  | 5 | 8  | 21 | -13 |
| 3   | Nottingham Panthers | 6 | 3   | 1 | 0  | 0  | 5 | 9  | 36 | -27 |

Wyniki
| 22 sierpnia 2014 | Nottingham Panthers | 2:4 | Lukko | National Ice Centre, Nottingham |

| Szczegóły      | Szczegóły                           | Szczegóły       | Szczegóły                                                                            | Szczegóły                                                                 |
| -------------- | ----------------------------------- | --------------- | ------------------------------------------------------------------------------------ | ------------------------------------------------------------------------- |
| Godzina: 19:00 | S. Lee (EQ) 22:46 S. Lee (PP) 25:47 | (0:2, 2:0, 0:2) | 04:45 (EQ) H. Koivisto 08:03 (EQ) J. Lahti 45:25 (EQ) J. Ahtola 48:38 (PP) A. Gagnon | Widzów: 4045 Sędzia główny: Tom Darnell Sędziowie liniowi: Shane Warschaw |
| Godzina: 19:00 | 12 min. kar                         |                 | 8 min. kar                                                                           | Widzów: 4045 Sędzia główny: Tom Darnell Sędziowie liniowi: Shane Warschaw |

| 22 sierpnia 2014 | Hamburg Freezers | 1:4 | Luleå HF | O2 World, Hamburg |

| Szczegóły      | Szczegóły              | Szczegóły       | Szczegóły                                                                              | Szczegóły                                                                   |
| -------------- | ---------------------- | --------------- | -------------------------------------------------------------------------------------- | --------------------------------------------------------------------------- |
| Godzina: 19:30 | A. Mitchell (PP) 38:34 | (0:4, 1:0, 0:0) | 01:41 (EQ) L. Wallmark 05:11 (PP) P. Ledin 12:13 (PP) J. Granström 17:48 (PP) P. Ledin | Widzów: 5580 Sędzia główny: Bastian Haupt Sędziowie liniowi: Manuel Nikolic |
| Godzina: 19:30 | 51 min. kar            |                 | 8 min. kar                                                                             | Widzów: 5580 Sędzia główny: Bastian Haupt Sędziowie liniowi: Manuel Nikolic |

| 24 sierpnia 2014 | Nottingham Panthers | 1:10 | Luleå HF | National Ice Centre, Nottingham |

| Szczegóły      | Szczegóły              | Szczegóły       | Szczegóły | Szczegóły                                                                |
| -------------- | ---------------------- | --------------- | --- | ------------------------------------------------------------------------ |
| Godzina: 13:35 | B. Benedict (PP) 16:31 | (1:2, 0:6, 0:2) | 03:19 (EQ) J. Sandström 05:54 (EQ) K. Fabricius 20:41 (PP) C. Abbott 22:16 (EQ) K. Fabricius 22:42 (EQ) S. Dixon 33:21 (PP) S. Dixon 37:31 (SH) K. Fabricius 38:35 (EQ) K. Näkyvä 56:51 (PP) C. Abbott 59:10 (PP) L. Petrell | Widzów: 4004 Sędzia główny: Mike Hicks Sędziowie liniowi: Shane Warschaw |
| Godzina: 13:35 | 16 min. kar            |                 | 10 min. kar | Widzów: 4004 Sędzia główny: Mike Hicks Sędziowie liniowi: Shane Warschaw |

| 24 sierpnia 2014 | Hamburg Freezers | 0:3 | Lukko | O2 World, Hamburg |

| Szczegóły      | Szczegóły   | Szczegóły       | Szczegóły                                                      | Szczegóły                                                                     |
| -------------- | ----------- | --------------- | -------------------------------------------------------------- | ----------------------------------------------------------------------------- |
| Godzina: 17:45 |             | (0:0, 0:1, 0:2) | 24:50 (EQ) M. Kousa 40:39 (EQ) T. Nurmi 48:20 (PP) J. Virtanen | Widzów: 5437 Sędzia główny: Markus Krawinkel Sędziowie liniowi: Sören Persson |
| Godzina: 17:45 | 14 min. kar |                 | 10 min. kar                                                    | Widzów: 5437 Sędzia główny: Markus Krawinkel Sędziowie liniowi: Sören Persson |

| 5 września 2014 | Lukko | 6:2 | Nottingham Panthers | Kivikylän Areena, Rauma |

| Szczegóły      | Szczegóły | Szczegóły       | Szczegóły                                  | Szczegóły                                                              |
| -------------- | --- | --------------- | ------------------------------------------ | ---------------------------------------------------------------------- |
| Godzina: 18:30 | A. Gagnon (EQ) 06:54 V. Vahalahti (EQ) 14:10 J. Niskala (EQ) 17:01 J. Piitulainen (PP) 19:07 J. Ahtola (EQ) 35:09 H. Koivisto (EQ) 44:43 | (4:0, 1:1, 1:1) | 34:24 (EQ) E. Mosey 57:20 (PP) B. Benedict | Widzów: 3072 Sędzia główny: Antti Boman Sędziowie liniowi: Mikael Holm |
| Godzina: 18:30 | 8 min. kar |                 | 8 min. kar                                 | Widzów: 3072 Sędzia główny: Antti Boman Sędziowie liniowi: Mikael Holm |

| 5 września 2014 | Luleå HF | 6:0 | Hamburg Freezers | Coop Arena, Luleå |

| Szczegóły      | Szczegóły | Szczegóły       | Szczegóły   | Szczegóły                                                               |
| -------------- | --- | --------------- | ----------- | ----------------------------------------------------------------------- |
| Godzina: 20:05 | P. Ledin (PP) 07:14 L. Petrell (PP) 21:40 N. Fogström (EQ) 38:12 L. Wallmark (PP) 41:23 J. Granström (EQ) 45:06 D. Zaar (PP) 47:23 | (1:0, 2:0, 3:0) |             | Widzów: 2888 Sędzia główny: Timo Metsala Sędziowie liniowi: Mikael Nord |
| Godzina: 20:05 | 2 min. kar |                 | 16 min. kar | Widzów: 2888 Sędzia główny: Timo Metsala Sędziowie liniowi: Mikael Nord |

| 7 września 2014 | Luleå HF | 9:1 | Nottingham Panthers | Coop Arena, Luleå |

| Szczegóły      | Szczegóły | Szczegóły       | Szczegóły          | Szczegóły                                                                  |
| -------------- | --- | --------------- | ------------------ | -------------------------------------------------------------------------- |
| Godzina: 14:35 | S. Dixon (EQ) 03:54 D. Zaar (PP) 09:42 L. Wallmark (PP) 14:39 P. Cehlarik (EQ) 15:04 P. Ledin (EQ) 22:41 C. Abbott (EQ) 23:59 D. Zaar (EQ) 25:04 Ch. Abbott (EQ) 42:00 J. Forsberg (EQ) 52:08 | (4:0, 3:0, 2:1) | 56:49 (EQ) C. Wild | Widzów: 3088 Sędzia główny: Tobias Björk Sędziowie liniowi: Aleksi Rantala |
| Godzina: 14:35 | 2 min. kar |                 | 18 min. kar        | Widzów: 3088 Sędzia główny: Tobias Björk Sędziowie liniowi: Aleksi Rantala |

| 7 września 2014 | Lukko | 5:0 | Hamburg Freezers | Kivikylän Areena, Rauma |

| Szczegóły      | Szczegóły | Szczegóły       | Szczegóły   | Szczegóły                                                                    |
| -------------- | --- | --------------- | ----------- | ---------------------------------------------------------------------------- |
| Godzina: 16:00 | H. Koivisto (EQ) 29:43 T. Nurmi (PP) 30:16 H. Tikkanen (EQ) 38:25 T. Koivisto (EQ) 45:09 T. Nurmi (PP) 45:58 | (0:0, 3:0, 2:0) |             | Widzów: 2759 Sędzia główny: Jukka Hakkarainen Sędziowie liniowi: Pavel Hodek |
| Godzina: 16:00 | 14 min. kar                                                                                                  |                 | 36 min. kar | Widzów: 2759 Sędzia główny: Jukka Hakkarainen Sędziowie liniowi: Pavel Hodek |

| 23 września 2014 | Nottingham Panthers | 3:1 | Hamburg Freezers | National Ice Centre, Nottingham |

| Szczegóły      | Szczegóły                                                         | Szczegóły       | Szczegóły               | Szczegóły                                                             |
| -------------- | ----------------------------------------------------------------- | --------------- | ----------------------- | --------------------------------------------------------------------- |
| Godzina: 19:30 | C. Wild (EQ) 08:17 N. Robinson (PP) 32:39 R. Lachowicz (EQ) 44:53 | (1:1, 1:0, 1:0) | 12:25 (EQ) M. Pettinger | Widzów: 3441 Sędzia główny: Antti Boman Sędziowie liniowi: Mike Hicks |
| Godzina: 19:30 | 8 min. kar                                                        |                 | 16 min. kar             | Widzów: 3441 Sędzia główny: Antti Boman Sędziowie liniowi: Mike Hicks |

| 23 września 2014 | Luleå HF | 3:1 | Lukko | Coop Arena, Luleå |

| Szczegóły      | Szczegóły                                                              | Szczegóły       | Szczegóły           | Szczegóły                                                                 |
| -------------- | ---------------------------------------------------------------------- | --------------- | ------------------- | ------------------------------------------------------------------------- |
| Godzina: 20:05 | L. Wallmark (PP) 33:53 J. Granström (EQ) 44:56 E. Sylvegård (EQ) 49:42 | (0:0, 1:1, 2:0) | 37:27 (EQ) T. Nurmi | Widzów: 2646 Sędzia główny: Tobias Björk Sędziowie liniowi: Tobias Wehrli |
| Godzina: 20:05 | 10 min. kar                                                            |                 | 20 min. kar         | Widzów: 2646 Sędzia główny: Tobias Björk Sędziowie liniowi: Tobias Wehrli |

| 7 października 2014 | Lukko | 2:0 | Luleå HF | Kivikylän Areena, Rauma |

| Szczegóły      | Szczegóły                                        | Szczegóły       | Szczegóły   | Szczegóły                                                                        |
| -------------- | ------------------------------------------------ | --------------- | ----------- | -------------------------------------------------------------------------------- |
| Godzina: 18:30 | H. Tikkanen (PP) 24:38 J. Piitulainen (PP) 39:21 | (0:0, 2:0, 0:0) |             | Widzów: 2514 Sędzia główny: Mikko Kaukokari Sędziowie liniowi: Marcus Vinnerborg |
| Godzina: 18:30 | 10 min. kar                                      |                 | 12 min. kar | Widzów: 2514 Sędzia główny: Mikko Kaukokari Sędziowie liniowi: Marcus Vinnerborg |

| 7 października 2014 | Hamburg Freezers | 6:0 | Nottingham Panthers | O2 World, Hamburg |

| Szczegóły      | Szczegóły | Szczegóły       | Szczegóły   | Szczegóły                                                                    |
| -------------- | --- | --------------- | ----------- | ---------------------------------------------------------------------------- |
| Godzina: 19:30 | M. Pettinger (PS) 13:11 K. Clark (EQ) 25:52 N. Krämmer (EQ) 29:58 M. Madsen (PP) 33:21 J. Flaake (EQ) 36:35 A. Mitchell (EQ) 39:18 | (1:0, 5:0, 0:0) |             | Widzów: 4210 Sędzia główny: Markus Krawinkel Sędziowie liniowi: Didier Massy |
| Godzina: 19:30 | 20 min. kar |                 | 12 min. kar | Widzów: 4210 Sędzia główny: Markus Krawinkel Sędziowie liniowi: Didier Massy |